# Strahlungsbelastung durch die Nuklearunfälle von Fukushima

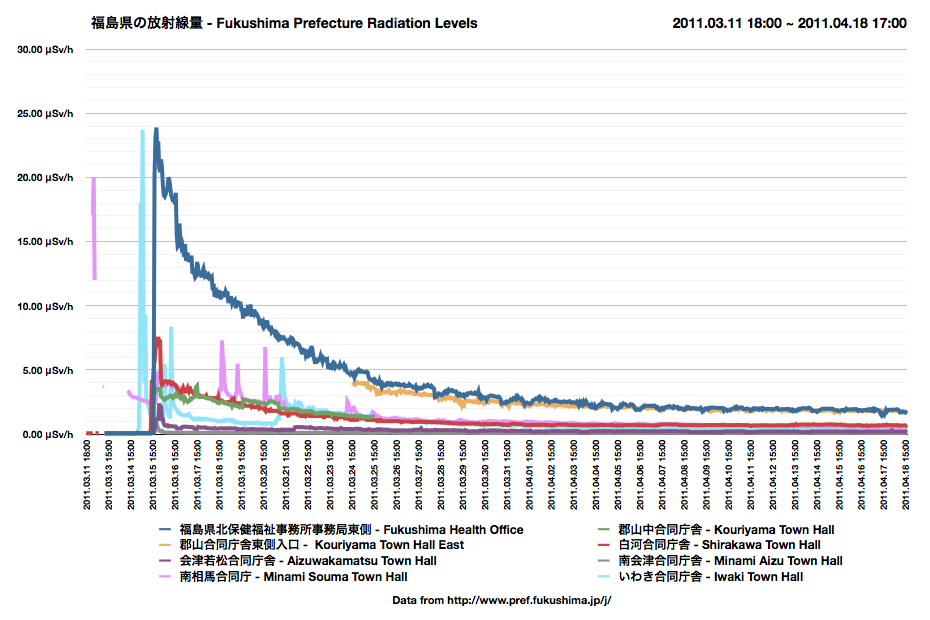
Strahlungsmesswerte aus der Präfektur Fukushima vom 11. März bis zum 18. April 2011

Die Strahlungsbelastung durch die Nuklearunfälle von Fukushima ist ein wesentlicher Teil der Nuklearkatastrophe von Fukushima.
Ab dem 12. März 2011 kam es im japanischen Kernkraftwerk Fukushima Daiichi zu einer Serie katastrophaler Unfälle. Dabei wurde ein Teil der radioaktiven Stoffe, die in großen Mengen in Kernreaktoren entstehen, freigesetzt – flüchtige Stoffe bereits durch die gezielte Druckentlastung der Reaktoren, Partikel vor allem durch Explosionen und Brände und wasserlösliche Stoffe durch behelfsmäßige Kühlmaßnahmen. Es kam zu einer erheblichen Umweltbelastung auf dem Festland – vor allem in den Präfekturen Fukushima und Ibaraki – und im näheren Pazifischen Ozean.
Die Emissionen in die Atmosphäre und ins Meer dauern an, allerdings in einem um Größenordnungen geringeren Ausmaß als während der ersten Wochen.
Mit empfindlichen Messgeräten sind Spuren der radioaktiven Partikel aus Fukushima weltweit nachweisbar.

## Messgrößen

### Radioaktivität
Durch Messung des Energiespektrums der Strahlung einer Probe lässt sich feststellen, welcher radioaktive Stoff, zum Beispiel 131I oder 137Cs, wie viel zur Strahlung beiträgt. Bezogen auf die Masse oder das Volumen der Probe ergibt sich die spezifische Aktivität in Becquerel pro Kilogramm (Bq/kg) oder Becquerel pro Liter (Bq/l). Ein Becquerel bedeutet einen Kernzerfall pro Sekunde.
Die Angabe der spezifischen Aktivität eines bestimmten Isotops, zum Beispiel 1000 Bq/kg 131I, ist gleichbedeutend mit der Angabe einer Konzentration dieses Isotops in der Probe. Spezifische Aktivitäten verschiedener Isotope ergeben erst mit den jeweiligen Halbwertszeiten multipliziert vergleichbare Konzentrationsangaben. So ist bei gleicher Aktivität die Stoffmenge von 136Cs (Halbwertszeit 13 Tage) fast 1000-fach kleiner als die von 137Cs (Halbwertszeit 30 Jahre).

### Strahlungsdosis
Die Äquivalentdosis (nach biologischer Wirkung gewichtete Dosis) an ionisierender Strahlung (Alpha-, Beta- und Gammastrahlung), die der menschliche Körper aufnimmt, wird in Sievert gemessen, beziehungsweise in Millisievert (mSv, tausendstel Sievert) oder Mikrosievert (µSv, millionstel Sievert). Die Strahlungsdosis pro Zeitspanne wird als Dosisleistung bezeichnet und ist im Folgenden immer in Millisievert pro Stunde (mSv/h) angegeben. Tritt sie an einem bestimmten Ort auf, so spricht man von der Ortsdosisleistung. Zum Vergleich: Die natürliche Strahlung, der ein Mensch in Deutschland ausgesetzt ist, hat eine Dosisleistung im Bereich von etwa 0,0001 bis 0,0002 Millisievert pro Stunde, und die in einem Jahr aufgenommene Strahlungsdosis liegt bei etwa 2 Millisievert.
Ein körperlicher Frühschaden ist ab einer vom menschlichen Körper aufgenommenen Gesamtdosis von 200 bis 300 Millisievert medizinisch nachweisbar. Ab einer Einzelfall-Gesamtdosis von 500 Millisievert lassen sich Symptome der akuten Strahlenkrankheit beobachten. Ab einer Einzelfall-Gesamtdosis von 1000 Millisievert versterben zehn Prozent der Personen innerhalb von 30 Tagen; eine Einzelfall-Gesamtdosis von 6000 Millisievert ist ohne sofortige intensivmedizinische Behandlung stets tödlich (Letale Dosis).
Neben diesen direkten Strahlenschäden erhöht sich entsprechend der aufgenommenen Strahlungsdosis auch das Risiko einer Krebserkrankung („stochastisches Strahlenrisiko“).

## Messungen auf dem Kraftwerksgelände

### Luftmessungen

#### Dosisleistungen

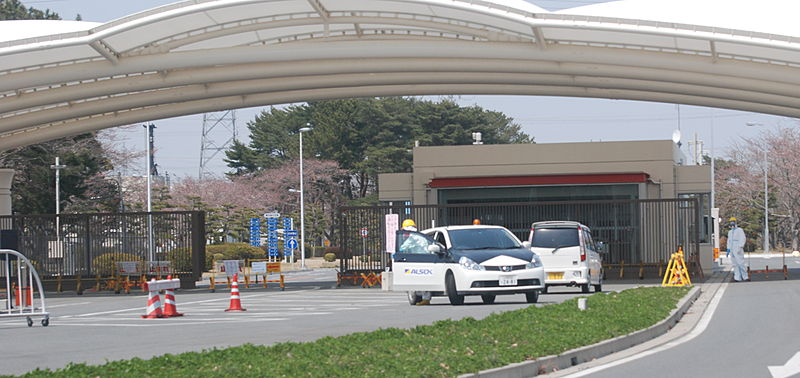
Haupttor von Fukushima I

Der Betreiber Tepco veröffentlichte während der Unfallserie regelmäßig Strahlungsmesswerte, die von mobilen Messstationen alle zehn Minuten an verschiedenen Punkten des Kraftwerksgeländes aufgezeichnet wurden. Entlang der landseitigen Grenze des Kraftwerksgeländes befinden sich auch acht feste Messstationen, die jedoch nach dem Stromausfall am 11. März zwei Monate lange nicht verfügbar waren. Stattdessen fuhren die Messfahrzeuge diese und einige weitere Punkte an:
| Messpunkt            | Position              | Himmelsrichtung von Block 2 | Entfernung zu Block 2 ca. |
| -------------------- | --------------------- | --------------------------- | ------------------------- |
| Station 1            | Geländegrenze         | Nord                        | 2,5 km                    |
| Station 2            | Geländegrenze         | Nordnordwest                | 2,5 km                    |
| Station 3            | Geländegrenze         | Nordwest                    | 1,6 km                    |
| Station 4            | Geländegrenze         | Nordwest                    | 1,4 km                    |
| Station 5            | Geländegrenze         | West                        | 1,3 km                    |
| Station 6            | Geländegrenze         | Westsüdwest                 | 1,5 km                    |
| Station 7            | Geländegrenze         | Südwest                     | 1,2 km                    |
| Station 8            | Geländegrenze         | Süd                         | 1,4 km                    |
| Fahrzeug- position 1 | am Verwaltungsgebäude | Nordwest                    | 0,5 km                    |
| Fahrzeug- position 2 | am Sportplatz         | Westnordwest                | 0,9 km                    |
| Fahrzeug- position 3 | am Westtor            | West                        | 1,1 km                    |
| Fahrzeug- position 4 | vor dem Haupttor      | Westsüdwest                 | 1,0 km                    |

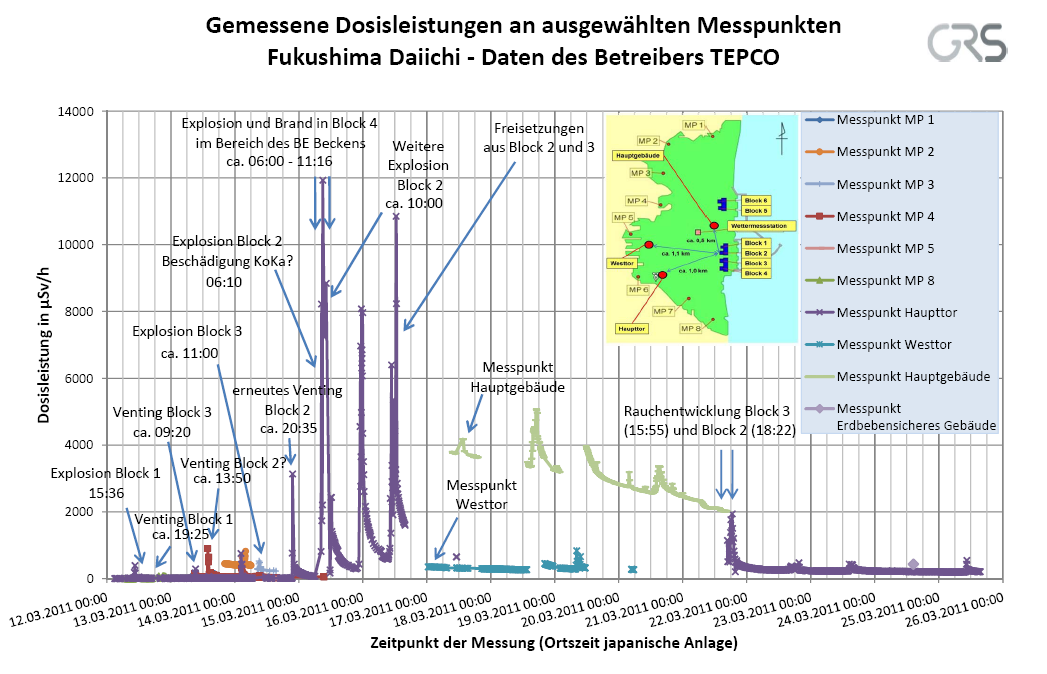
An der Geländegrenze des Kernkraftwerks gemessene Dosisleistung in Mikrosievert pro Stunde (12. bis 25. März)

Die nebenstehende Grafik zeigt die Strahlungsdosisleistungen auf dem Kraftwerksgelände während der „heißen Phase“ der Unfallserie.

Die nachfolgende Tabelle enthält eine Zusammenstellung einzelner, ausgewählter Messwerte aus einem längeren Zeitraum.
| Datum (2011), Ortszeit | Dosisleistung (in mSv/h) | Ort                                 | Situation                            | Quelle                |
| ---------------------- | ------------------------ | ----------------------------------- | ------------------------------------ | --------------------- |
| 11. März, 14:40        | 0,00004                  | Messstation 1 bis 8                 | Normalwert kurz vor dem Erdbeben     | Tepco                 |
| 12. März, 06:30        | 0,005                    | Messstation 6                       |                                      | GRS                   |
| 12. März, 15:36        | bis zu 1,0               | an Block 1                          | Explosion in Block 1                 | GRS                   |
| 12. März, ca. 18:30    | 0,07                     | an Block 1                          |                                      | GRS                   |
| 13. März, 11:13        | 1,2                      | an Block 1                          |                                      | GRS                   |
| 14. März, 11:44        | 0,020                    | Messstation 6                       | nach Explosion in Block 3            | Tepco                 |
| 14. März, 12:30        | 0,004                    | Messstation 6                       | nach Explosion in Block 3            | Tepco                 |
| 15. März, 06:10        | 966                      | an Block 2?                         | nach Explosion in Block 2            | JAIF                  |
| 15. März, ca. 10 Uhr   | 400                      | an Reaktorblock 3                   | nach Explosion in Block 2            | Tepco                 |
| 15. März               | 0,6                      | Geländegrenze                       | nach Explosion in Block 2            | BBC                   |
| 15. März, 09:00        | 11,9                     | Haupttor                            |                                      | IAEA                  |
| 15. März, 15:00        | 0,6                      | Haupttor                            |                                      | IAEA                  |
| 16. März               | bis zu 10                | Kraftwerksgelände                   | nach Bränden in Block 4              | Welt / Kyodo News     |
| 16. März               | stabil 1,5               | Haupttor                            | siedende Abklingbecken               | Kyodo News            |
| 17. März               | 3,6                      |                                     | nach Kühlversuch mit Löschfahrzeugen | Kyodo News            |
| 18. März, 05:00        | 0,279                    | 1 km westlich von Reaktor 2         |                                      | Kyodo News            |
| 23. März               | 500                      | Erdgeschoss von Block 2             |                                      | Bulletin of the A. S. |
| 25. März, 10:30        | 0,54                     | Haupttor                            | Rückgang auf 0,205 bis 15:30         | GRS                   |
| 1. April               | 0,14                     | Haupttor                            |                                      | NISA                  |
| 18. April              | 10 bis 49                | in Erdgeschoss von Reaktorgebäude 1 | Messung mit ferngesteuerten Robotern | JAIF                  |
| 18. April              | 28 bis 57                | in Erdgeschoss von Reaktorgebäude 3 | Messung mit ferngesteuerten Robotern | JAIF                  |

#### Radioaktive Stoffe
Vom 22. März bis zum 30. März 2011 sowie ab dem 4. April 2011 entnahm Tepco täglich auch Luftproben vom Westrand des Kraftwerksgeländes und veröffentlichte jeweils am nachfolgenden Tag Analysenergebnisse für die Konzentrationen radioaktiver Stoffe.
Die folgende Tabelle gibt eine Auswahl der Messwerte wieder; dabei sind von Tepco getrennt ausgewiesene Konzentrationen für volatile und partikelhafte Stoffe jeweils addiert, da die Grenzwerte für die Arbeiter sich auf die Gesamtkonzentration beziehen. Die freigelassenen Felder entsprechen nicht durchgeführten oder nicht veröffentlichten Messungen; „–“ steht für „unterhalb der Nachweisgrenze“. Teils wurde auch auf 58Co (sprich: Cobalt-58) und 95Zr geprüft, jedoch ohne Nachweis. Die Angaben aus dem März könnten fehlerhaft sein, da hier die gleichen Auswertungsprobleme vorlagen wie nachfolgend im Abschnitt Turbinengebäude beschrieben.
| Probenentnahme                      | Probenentnahme                      | Konzentration in Bq/l | Konzentration in Bq/l | Konzentration in Bq/l | Konzentration in Bq/l | Konzentration in Bq/l | Konzentration in Bq/l | Konzentration in Bq/l | Konzentration in Bq/l | Konzentration in Bq/l |
| Datum                               | Ort                                 | 131I                  | 134Cs                 | 136Cs                 | 137Cs                 | 105Ru                 | 99mTc                 | 129Te                 | 129mTe                | 132Te                 |
| ----------------------------------- | ----------------------------------- | --------------------- | --------------------- | --------------------- | --------------------- | --------------------- | --------------------- | --------------------- | --------------------- | --------------------- |
| 22. März                            | Haupttor                            | 1,20                  | 0,048                 | –                     | 0,040                 | 0,031                 |                       | –                     | –                     | 0,082                 |
| 26. März                            | Haupttor                            | 0,56                  | 0,03                  | 0,0062                | 0,025                 | 0,06                  | –                     | 52                    | –                     | 0,16                  |
| 30. März                            | Westtor                             | 0,60                  | 0,072                 | 0,0069                | 0,070                 |                       | 0,0030                | 63                    | 0,27                  | 0,083                 |
| 6. April                            | Westtor                             | 0,27                  | 0,0093                |                       | 0,0077                |                       |                       |                       |                       |                       |
| 13. April                           | Westtor                             | 0,21                  | 0,023                 | 0,037                 |                       |                       |                       |                       |                       |                       |
| 20. April                           | Westtor                             | 0,10                  | 0,023                 | 0,026                 |                       |                       |                       |                       |                       |                       |
|                                     |                                     |                       |                       |                       |                       |                       |                       |                       |                       |                       |
| Grenzwert für Arbeiter im Kraftwerk | Grenzwert für Arbeiter im Kraftwerk | 1                     | 2                     | 10                    | 3                     | 80                    | 700                   | 400                   | 4                     | 7                     |

### Wassermessungen

#### Abklingbecken
Tepco veröffentlichte folgende Analysen des Wassers in den Abklingbecken der Reaktorblöcke, einschließlich alter Vergleichswerte (nicht nachweisbare Nuklide sind mit „–“ gekennzeichnet). Bei Block 1 und 2 wurde das Wasser aus dem Überlauftank (skimmer surge tank) entnommen, bei Block 3 und 4 direkt aus dem Becken.
| Datum der Probenentnahme | Block 1 (Bq/l) | Block 1 (Bq/l) | Block 1 (Bq/l) |
| Datum der Probenentnahme | 137Cs          | 134Cs          | 131I           |
| ------------------------ | -------------- | -------------- | -------------- |
| 11. Februar 2011         | 78             | –              | –              |
| 22. Juni 2011            | 14.000.000     | 12.000.000     | 68.000         |
| 19. August 2011          | 23.000.000     | 18.000.000     | –              |

| Datum der Probenentnahme | Block 2 (Bq/l) | Block 2 (Bq/l) | Block 2 (Bq/l) |
| Datum der Probenentnahme | 137Cs          | 134Cs          | 131I           |
| ------------------------ | -------------- | -------------- | -------------- |
| 10. Februar 2011         | 280            | –              | –              |
| 16. April 2011           | 150.000.000    | 160.000.000    | 4.100.000      |
| 19. August 2011          | 110.000.000    | 110.000.000    | –              |

| Datum der Probenentnahme | Block 3 (Bq/l) | Block 3 (Bq/l) | Block 3 (Bq/l) |
| Datum der Probenentnahme | 137Cs          | 134Cs          | 131I           |
| ------------------------ | -------------- | -------------- | -------------- |
| 2. März 2011             | –              | –              | –              |
| 8. Mai 2011              | 150.000.000    | 140.000.000    | 11.000.000     |
| 7. Juli 2011             | 110.000.000    | 94.000.000     | –              |
| 19. August 2011          | 87.000.000     | 74.000.000     | –              |

| Datum der Probenentnahme | Block 4 (Bq/l) | Block 4 (Bq/l) | Block 4 (Bq/l) |
| Datum der Probenentnahme | 137Cs          | 134Cs          | 131I           |
| ------------------------ | -------------- | -------------- | -------------- |
| 4. März 2011             | 130            | –              | –              |
| 12. April 2011           | 93.000         | 88.000         | 220.000        |
| 28. April 2011           | 55.000         | 49.000         | 27.000         |
| 7. Mai 2011              | 67.000         | 56.000         | 16.000         |
| 20. August 2011          | 61.000         | 44.000         | –              |

Für das zentrale Abklingbecken veröffentlichte Tepco folgende Messwerte:
| Datum der Probenentnahme | zentrales Abklingbecken (Bq/l) | zentrales Abklingbecken (Bq/l) | zentrales Abklingbecken (Bq/l) |
| Datum der Probenentnahme | 137Cs                          | 134Cs                          | 131I                           |
| ------------------------ | ------------------------------ | ------------------------------ | ------------------------------ |
| 10. Februar 2011         | –                              | –                              | –                              |
| 14. Mai 2011             | 1.200                          | 170                            | –                              |

Bei Block 2 bis 4 nahm man zunächst Schäden an den Brennelementen an. Spätere offizielle Untersuchungen gehen davon aus, dass die erhöhten Messwerte in allen Fällen durch Eintrag von Reaktor-Emissionen in die Becken entstand.

#### Turbinengebäude

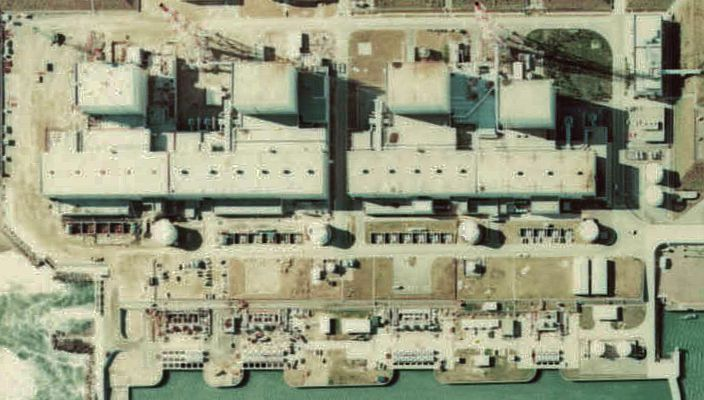
Block 1 bis 4 (von rechts nach links) mit Turbinenhallen in der Bildmitte

Ab dem 25. März veröffentlichte Tepco Messwerte aus dem Untergeschoss der Turbinengebäude von Block 1 bis 4, wo sich hoch kontaminiertes Wasser angesammelt hatte. Bereits am 24. März hatte Tepco in Block 1 eine Strahlungsemission an der Oberfläche des angesammelten Wassers von 200 Millisievert pro Stunde (mSv/h) gemessen, dies aber erst am 26. März veröffentlicht. Die Wassertiefe in Block 1 belief sich auf 0,4 Meter; in den Blöcken 2 bis 4 waren es 1 Meter, 1,5 Meter und 0,8 Meter.
| Nuklid                                                  | Konzentration (Bq/l) |
| ------------------------------------------------------- | -------------------- |
| 38Cl                                                    | 1.600.000.000        |
| 74As                                                    | 390.000              |
| 91Y                                                     | 52.000.000           |
| 131I                                                    | 210.000.000          |
| 134Cs                                                   | 160.000.000          |
| 136Cs                                                   | 17.000.000           |
| 137Cs                                                   | 1.800.000.000        |
| 140La                                                   | 340.000              |
| Alte, teils fehlerhafte Block-1- Messwerte vom 24. März |                      |

Für Block 2 meldete Tepco über 1000 mSv/h, für Block 4 750 mSv/h und für Block 1 jetzt nur noch 60 mSv/h (1000 mSv/h war das obere Limit der vorhandenen Messgeräte). Aufregung gab es über eine Probe von dem im Turbinengebäude des Reaktors 2 stehenden Wasser. Sie wurde am Morgen des 26. März genommen und zehn Stunden später auf den Gehalt an Radionukliden analysiert. Das spektakuläre Ergebnis: eine Aktivität vom Zehnmillionenfachen des im Primärkreislauf üblichen, hauptsächlich verursacht durch 134I mit einer spezifischen Aktivität von 2,9 Billionen Bq/l. Dieses physikalisch unmögliche Ergebnis – die Halbwertszeit von 134I beträgt nur 53 Minuten – wurde tags darauf als Fehlinterpretation der Messung erkannt. Die erneute Auswertung, eine erneute Vermessung der Probe am Mittag und eine am Abend gemessene weitere Probe ergaben übereinstimmend das plausible Ergebnis „nicht nachweisbar“ für die sehr kurzlebigen Isotope 134I, 56Co und 108mAg. Die ursprünglichen Ergebnisse für 131I, 134Cs, 136Cs und 137Cs wurden dagegen bestätigt. Damit belief sich die Gesamtaktivität „nur“ noch auf das 100.000-Fache des Normalwertes.
Die japanische Atomaufsichtsbehörde (NISA) verwarnte Tepco nachdrücklich wegen der Unregelmäßigkeiten bei den Messungen. Tepco erklärte, der Grund dafür habe in einer falschen Verwendung der Auswertungssoftware für die Analysen gelegen.
Später veröffentlicht Tepco die folgenden, neu berechneten Messwerte für Block 1 bis 4 („–“ = nicht nachweisbar; mit Datum der Probenentnahme):
| Nuklid | Konzentration (Bq/l) | Konzentration (Bq/l) | Konzentration (Bq/l) | Konzentration (Bq/l) | Konzentration (Bq/l) | Konzentration (Bq/l) |
| Nuklid | Block 1              | Block 2              | Block 3              | Block 3              | Block 4              | Block 4              |
| Nuklid | 26. März             | 27. März             | 24. März             | 22. April            | 24. März             | 21. April            |
| ------ | -------------------- | -------------------- | -------------------- | -------------------- | -------------------- | -------------------- |
| 131I   | 150.000.000          | 13.000.000.000       | 1.200.000.000        | 660.000.000          | 360.000              | 4.300.000            |
| 132I   | –                    | –                    | –                    | –                    | 13.000               | –                    |
| 134Cs  | 120.000.000          | 3.100.000.000        | 180.000.000          | 1.500.000.000        | 31.000               | 7.800.000            |
| 136Cs  | 11.000.000           | 320.000.000          | 23.000.000           | 44.000.000           | 3.700                | 240.000              |
| 137Cs  | 130.000.000          | 3.000.000.000        | 180.000.000          | 1.600.000.000        | 32.000               | 8.100.000            |
| 140Ba  | –                    | 680.000.000          | 52.000.000           | 96.000.000           | –                    | 600.000              |
| 140La  | –                    | 340.000.000          | 9.100.000            | 93.000.000           | 410                  | 480.000              |
| 99Mo   | –                    | –                    | –                    | –                    | 1.000                | –                    |
| 99mTc  | –                    | –                    | 2.000.000            | –                    | 650                  | –                    |
| 129mTe | –                    | –                    | –                    | –                    | 13.000               | –                    |
| 132Te  | –                    | –                    | –                    | –                    | 14.000               | –                    |

#### Drainageschächte

^{131}I-Konzentration in den Drainageschächten von Block 1 bis 4

^{137}Cs-Konzentration in den Drainageschächten von Block 1 bis 4

Für den 30. März veröffentlichte Tepco folgende Analyseergebnisse von Wasser, das sich in Drainageschächten neben den Turbinengebäuden angesammelt hatte (für Block 4 wurden keine Messwerte veröffentlicht; – = nicht nachweisbar):
| 30. März | Konzentration in Bq/l | Konzentration in Bq/l | Konzentration in Bq/l | Konzentration in Bq/l | Konzentration in Bq/l | Konzentration in Bq/l |
| Nuklid   | Block 1               | Block 2               | Block 3               | Block 5               | Block 6               |                       |
| -------- | --------------------- | --------------------- | --------------------- | --------------------- | --------------------- | --------------------- |
| 131I     | 430.000               | 80.000                | 22.000                | 1.600                 | 20.000                |                       |
| 132I     | 8.300                 | -                     | 13.000                | -                     | 580                   |                       |
| 134Cs    | 5.200                 | 700                   | 10.000                | 250                   | 4.700                 |                       |
| 136Cs    | 390                   | 65                    | 940                   | 27                    | 390                   |                       |
| 137Cs    | 5.900                 | 630                   | 10.000                | 270                   | 4.900                 |                       |
| 140La    | 330                   | -                     | 73                    | -                     | 41                    |                       |
| 95Nb     | -                     | 36                    | -                     | -                     | -                     |                       |
| 129Te    | 1.200.000             | -                     | -                     | -                     | 81.000                |                       |
| 129mTe   | 8.700                 | 1.700                 | -                     | -                     | 1.300                 |                       |
| 132Te    | 3.000                 | 390                   | 540                   | 100                   | 600                   |                       |

Bis zum 13. April erhöhten sich die Nuklidkonzentrationen an den Turbinengebäuden 1 und 2 erheblich:
| 13. April | Konzentration in Bq/l | Konzentration in Bq/l | Konzentration in Bq/l | Konzentration in Bq/l | Konzentration in Bq/l | Konzentration in Bq/l |
| Nuklid    | Block 1               | Block 2               | Block 3               | Block 4               | Block 5               | Block 6               |
| --------- | --------------------- | --------------------- | --------------------- | --------------------- | --------------------- | --------------------- |
| 131I      | 400.000               | 610.000               | 3.600                 | 17.000                | 160                   | 190                   |
| 134Cs     | 53.000                | 7.900                 | 2.400                 | 2.700                 | 270                   | 260                   |
| 137Cs     | 60.000                | 9.100                 | 2.400                 | 2.700                 | 280                   | 280                   |

Die übrigen Isotopenkonzentrationen wurden ab dem 13. April nicht mehr veröffentlicht.
| 25. April | Konzentration in Bq/l | Konzentration in Bq/l | Konzentration in Bq/l | Konzentration in Bq/l | Konzentration in Bq/l | Konzentration in Bq/l |
| Nuklid    | Block 1               | Block 2               | Block 3               | Block 4               | Block 5               | Block 6               |
| --------- | --------------------- | --------------------- | --------------------- | --------------------- | --------------------- | --------------------- |
| 131I      | 130.000               | 610.000               | 20.000                | 93                    | 130                   | 380                   |
| 134Cs     | 55.000                | 33.000                | 3.900                 | 120                   | 250                   | 330                   |
| 137Cs     | 64.000                | 37.000                | 4.200                 | 130                   | 310                   | 390                   |

| 6. Mai | Konzentration in Bq/l | Konzentration in Bq/l | Konzentration in Bq/l | Konzentration in Bq/l | Konzentration in Bq/l | Konzentration in Bq/l |
| Nuklid | Block 1               | Block 2               | Block 3               | Block 4               | Block 5               | Block 6               |
| ------ | --------------------- | --------------------- | --------------------- | --------------------- | --------------------- | --------------------- |
| 131I   | 7.100                 | 140.000               | 5.800                 | 16                    | 15                    | 40                    |
| 134Cs  | 14.000                | 15.000                | 900                   | 62                    | –                     | 49                    |
| 137Cs  | 17.000                | 18.000                | 950                   | 49                    | 22                    | 69                    |

| 13. Mai | Konzentration in Bq/l | Konzentration in Bq/l | Konzentration in Bq/l | Konzentration in Bq/l | Konzentration in Bq/l | Konzentration in Bq/l |
| Nuklid  | Block 1               | Block 2               | Block 3               | Block 4               | Block 5               | Block 6               |
| ------- | --------------------- | --------------------- | --------------------- | --------------------- | --------------------- | --------------------- |
| 131I    | 25.000                | 54.000                | 63                    | 160                   | –                     | 14                    |
| 134Cs   | 48.000                | 18.000                | 260                   | 150                   | –                     | 28                    |
| 137Cs   | 57.000                | 21.000                | 250                   | 170                   | –                     | 33                    |

| 25. Mai | Konzentration in Bq/l | Konzentration in Bq/l | Konzentration in Bq/l | Konzentration in Bq/l | Konzentration in Bq/l | Konzentration in Bq/l |
| Nuklid  | Block 1               | Block 2               | Block 3               | Block 4               | Block 5               | Block 6               |
| ------- | --------------------- | --------------------- | --------------------- | --------------------- | --------------------- | --------------------- |
| 131I    | 300                   | 17.000                | 14                    | –                     | –                     | –                     |
| 134Cs   | 5.700                 | 17.000                | 160                   | 21                    | –                     | 13                    |
| 137Cs   | 6.600                 | 21.000                | 160                   | 27                    | –                     | 17                    |

| 3. Juni | Konzentration in Bq/l | Konzentration in Bq/l | Konzentration in Bq/l | Konzentration in Bq/l | Konzentration in Bq/l | Konzentration in Bq/l |
| Nuklid  | Block 1               | Block 2               | Block 3               | Block 4               | Block 5               | Block 6               |
| ------- | --------------------- | --------------------- | --------------------- | --------------------- | --------------------- | --------------------- |
| 131I    | 1.600                 | 1.800                 | 1.700                 | 230                   | –                     | –                     |
| 134Cs   | 27.000                | 9.600                 | 870                   | 160                   | –                     | –                     |
| 137Cs   | 33.000                | 12.000                | 950                   | 170                   | –                     | –                     |

| 238Pu        | – | – | – |
| 239Pu, 240Pu | – | – | – |

#### Meerwasserkanäle

Profil der Reaktorblöcke: 1. Reaktorgebäude, 2. Turbinenhalle, 3.–5. Meerwasserkanal; kontaminierter Kabelschacht im Bereich 7 in Richtung Meer

Nuklidkonzentrationen im Wassereinlass von Block 2, 2. April bis 15. Juni 2011

Am 1. April maß Tepco oben im Meerwasserkanal von Block 1 (siehe Grafik, Punkt 3) eine Konzentration von 131I, die die gesetzlichen Grenzwerte um das 10.000-fache überschritt, und bezeichnete diesen Wert als „extrem hoch“. Normalerweise ist die Konzentration von Radionukliden an dieser Stelle so gering, dass sie nicht nachweisbar ist.
Am 2. April 2011 maß Tepco in einem Kabelschacht nahe dem Wassereinlass für Reaktorblock 2 (siehe Grafik, Bereich 7) eine Dosisleistung von über 1000 mSv/h. Auch hier befand sich Wasser mit einer 131I-Aktivität, die um das 10.000-fache über den gesetzlichen Grenzwerten lag und das durch ein Leck ins Meer austrat.
Im Wassereinlass von Block 2 maß Tepco in den nächsten Tagen und Wochen folgende Konzentrationen von Radionukliden (die 134Cs-Konzentrationen waren fast identisch mit denen von 137Cs). Zusätzlich ist in der Tabelle das Aktivitätsverhältnisses von 131I und 137Cs angegeben. Ein Anstieg könnte auf eine erhöhte Aktivität im Reaktor hinweisen, oder auf eine erfolgreiche Ausfilterung des Caesiums durch Zeolithe (siehe unten).
| Datum der Proben- entnahme | Messwerte für 137Cs | Messwerte für 137Cs | Messwerte für 131I | Messwerte für 131I | Verhältnis 131I/137Cs | Quelle |
| Datum der Proben- entnahme | Konzentration (Bq/l) | relativ zum Grenzwert | Konzentration (Bq/l) | relativ zum Grenzwert | Verhältnis 131I/137Cs | Quelle |
| -------------------------- | --- | --- | --- | --- | --- | --- |
| 2. April                   | | | 300.000.000 | 7.500.000 | | Kyodo News |
| 3. April                   | 36.000.000 | 410.000 | 79.000.000 | 2.000.000 | 2,2 | Tepco |
| 4. April                   | 96.000.000 | 1.100.000 | 200.000.000 | 5.000.000 | 2,1 | Tepco |
| 5. April                   | Beginn der Versuche, das Leck mit Wasserglas zu verschließen | Beginn der Versuche, das Leck mit Wasserglas zu verschließen | Beginn der Versuche, das Leck mit Wasserglas zu verschließen | Beginn der Versuche, das Leck mit Wasserglas zu verschließen | Beginn der Versuche, das Leck mit Wasserglas zu verschließen | Beginn der Versuche, das Leck mit Wasserglas zu verschließen |
| 5. April                   | 5.500.000 | 61.000 | 11.000.000 | 280.000 | 2,0 | Tepco |
| 6. April, 07:40            | 3.200.000 | 36.000 | 5.600.000 | 140.000 | 1,8 | Tepco |
| 6. April, 09:30            | Das Leck wurde mit Wasserglas verschlossen. | Das Leck wurde mit Wasserglas verschlossen. | Das Leck wurde mit Wasserglas verschlossen. | Das Leck wurde mit Wasserglas verschlossen. | Das Leck wurde mit Wasserglas verschlossen. | |
| 7. April                   | 1.500.000 | 17.000 | 2.500.000 | 63.000 | 1,7 | Tepco |
| 8. April                   | 630.000 | 7.000 | 930.000 | 23.000 | 1,5 | Tepco |
| 10. April                  | 110.000 | 1.200 | 130.000 | 3.300 | 1,2 | Tepco |
| 12. April                  | 84.000 | 930 | 100.000 | 2.500 | 1,2 | Tepco |
| 14. April, 07:30           | 33.000 | 370 | 42.000 | 1.100 | 1,3 | Tepco |
| 14. April, 12:30           | Ein Schlammwall („silt curtain“) vor den Wassereinlässen von Block 1 und 2 wird fertiggestellt. Der Abfluss des kontaminierten Wassers ins Meer wird eingedämmt. | Ein Schlammwall („silt curtain“) vor den Wassereinlässen von Block 1 und 2 wird fertiggestellt. Der Abfluss des kontaminierten Wassers ins Meer wird eingedämmt. | Ein Schlammwall („silt curtain“) vor den Wassereinlässen von Block 1 und 2 wird fertiggestellt. Der Abfluss des kontaminierten Wassers ins Meer wird eingedämmt. | Ein Schlammwall („silt curtain“) vor den Wassereinlässen von Block 1 und 2 wird fertiggestellt. Der Abfluss des kontaminierten Wassers ins Meer wird eingedämmt. | Ein Schlammwall („silt curtain“) vor den Wassereinlässen von Block 1 und 2 wird fertiggestellt. Der Abfluss des kontaminierten Wassers ins Meer wird eingedämmt. | Ein Schlammwall („silt curtain“) vor den Wassereinlässen von Block 1 und 2 wird fertiggestellt. Der Abfluss des kontaminierten Wassers ins Meer wird eingedämmt. |
| 15. April                  | Drei Säcke à 100 kg Zeolithe werden am Wassereinlass von Block 2 deponiert, um Teile des Caesiums zu binden.                                                     | Drei Säcke à 100 kg Zeolithe werden am Wassereinlass von Block 2 deponiert, um Teile des Caesiums zu binden.                                                     | Drei Säcke à 100 kg Zeolithe werden am Wassereinlass von Block 2 deponiert, um Teile des Caesiums zu binden.                                                     | Drei Säcke à 100 kg Zeolithe werden am Wassereinlass von Block 2 deponiert, um Teile des Caesiums zu binden.                                                     | Drei Säcke à 100 kg Zeolithe werden am Wassereinlass von Block 2 deponiert, um Teile des Caesiums zu binden.                                                     | Drei Säcke à 100 kg Zeolithe werden am Wassereinlass von Block 2 deponiert, um Teile des Caesiums zu binden.                                                     |
| 15. April                  | 130.000 | 1.400 | 260.000 | 6.500 | 2,0 | Tepco |
| 16. April                  | 92.000 | 1.000 | 240.000 | 6.000 | 2,6 | Tepco |
| 17. April                  | Weitere sieben Säcke mit Zeolithen werden am Wassereinlass von Block 2 deponiert.                                                                                | Weitere sieben Säcke mit Zeolithen werden am Wassereinlass von Block 2 deponiert.                                                                                | Weitere sieben Säcke mit Zeolithen werden am Wassereinlass von Block 2 deponiert.                                                                                | Weitere sieben Säcke mit Zeolithen werden am Wassereinlass von Block 2 deponiert.                                                                                | Weitere sieben Säcke mit Zeolithen werden am Wassereinlass von Block 2 deponiert.                                                                                | Weitere sieben Säcke mit Zeolithen werden am Wassereinlass von Block 2 deponiert.                                                                                |
| 19. April                  | 24.000 | 270 | 47.000 | 1.200 | 1,5 | Tepco |
| 24. April                  | 21.000 | 230 | 29.000 | 730 | 1,4 | Tepco |
| 28. April                  | 21.000 | 230 | 120.000 | 3.000 | 5,7 | Tepco |
| 30. April                  | 7.300 | 81 | 130.000 | 3.300 | 17,8 | Tepco |
| 2. Mai                     | 5.600 | 62 | 230.000 | 5.800 | 41,1 | Tepco |
| 4. Mai                     | 4.200 | 47 | 33.000 | 830 | 7,9 | Tepco |
| 6. Mai                     | 3.400 | 38 | 9.800 | 250 | 2,9 | Tepco |
| 8. Mai                     | 5.100 | 57 | 5.600 | 140 | 1,1 | Tepco |
| 10. Mai                    | 5.000 | 56 | 6.700 | 170 | 1,3 | Tepco |

Block 1 und 2 bilden eine bauliche Einheit. Es bestehen Verbindungen, durch die das Wasser von einem Block in den anderen gelangen kann. Daher könnten die an Block 2 gemessenen Radionuklide auch aus Reaktor 1 stammen.

#### Grundwasser
Ab dem 8. April 2011 veröffentlichte Tepco in unregelmäßigen Abständen Messwerte des Wassers in einem Brunnen oder Schacht („deep well“) am Westrand des Kraftwerksgeländes. Ob die Öffnung abgedeckt ist oder eine Kontamination aus der Luft möglich war, wurde nicht angegeben. Das Grundwasser im Bereich des Kraftwerks fließt in den Pazifik (siehe Die Ghijben-Herzberg-Gleichung), also von West nach Ost. Werte ohne Angabe (–) waren nicht nachweisbar.
| Datum der Probenentnahme | Konzentration (Bq/l) | Konzentration (Bq/l) | Konzentration (Bq/l) |
| Datum der Probenentnahme | 131I                 | 134Cs                | 137Cs                |
| ------------------------ | -------------------- | -------------------- | -------------------- |
| 6. April                 | 79                   | 24                   | 33                   |
| 13. April                | –                    | –                    | –                    |
| 17. April                | 15                   | –                    | –                    |
| 18. April                | 8                    | 8                    | –                    |
| 20. April                | –                    | –                    | –                    |
| 22. April                | –                    | 7                    | –                    |
| 25. April                | –                    | –                    | –                    |
| gesetzlicher Grenzwert:  | 40                   | 60                   | 90                   |

Bei 23 weiteren Messungen vom 27. April bis zum 17. Juni 2011 wurden keine Radionuklide mehr im Wasser des Brunnens nachgewiesen.
Am 19. Juni 2013 räumte Tepco ein, dass das Grundwasser nahe dem Turbinengebäude von Reaktor 2 hohe Werte der Radionuklide Strontium 90 und Tritium aufweise. Die Werte für Strontium 90 lägen bei mehr als dem Dreißigfachen des zulässigen Höchstwertes; Tritium sei in achtfach höherer Konzentration als zulässig gefunden worden.
Laut TEPCO-Mitteilung vom 9. Juli 2013 stieg die Cäsium-134-Belastung auf 9000 Becquerel pro Liter. Der zulässige Grenzwert liegt bei 60 Becquerel.

### Bodenproben
Plutonium
Am 28. März veröffentlichte Tepco Analyseergebnisse von Bodenproben, die am 21. und 22. März auf dem Kraftwerksgelände entnommen und anschließend von unabhängigen Spezialisten auf Plutonium untersucht worden waren. Drei von fünf Proben waren unauffällig; die anderen beiden enthielten eine auffällig hohe Konzentration von Plutonium-238 (238Pu), das laut Tepco bei den Nuklearunfällen freigesetzt worden sein könnte. Die Gesamtkonzentration (Summe aus 238Pu, 239Pu und 240Pu) in jeder der fünf Proben lag laut Tepco im Bereich der üblichen Plutoniumkonzentrationen in japanischen Böden, verursacht durch den radioaktiven Niederschlag der in der Vergangenheit liegenden oberirdischen Kernwaffentests.
Am 25. und 28. März wiederholte Tepco die Messungen an den beiden auffälligen Punkten und an zwei bzw. einem weiteren Punkt. Wieder waren die zwei gleichen Punkte auffällig.
Die folgende Tabelle zeigt die Ergebnisse dieser drei und weiterer Messungen an den zwei auffälligen Punkten („n.n.“ = nicht nachweisbar) im Vergleich mit den üblichen Werten in Japan. Die Spalte „Verhältnis“ gibt das Aktivitätsverhältnis wieder, nicht das Konzentrationsverhältnis. Das Konzentrationsverhältnis ist aufgrund der viel kürzeren Halbwertszeit von 238Pu wesentlich geringer.
| Datum der Proben- entnahme | Freifläche, 500 m westnordwest von Block 1/2 | Freifläche, 500 m westnordwest von Block 1/2 | Freifläche, 500 m westnordwest von Block 1/2 | neben dem Abfalllager, 500 m südsüdwest von Block 1/2 | neben dem Abfalllager, 500 m südsüdwest von Block 1/2 | neben dem Abfalllager, 500 m südsüdwest von Block 1/2 |
| Datum der Proben- entnahme | 238Pu (Bq/kg)                                | 239Pu, 240Pu (Bq/kg)                         | Verhältnis 238Pu / 239Pu,240Pu               | 238Pu (Bq/kg)                                         | 239Pu, 240Pu (Bq/kg)                                  | Verhältnis 238Pu / 239Pu,240Pu                        |
| -------------------------- | -------------------------------------------- | -------------------------------------------- | -------------------------------------------- | ----------------------------------------------------- | ----------------------------------------------------- | ----------------------------------------------------- |
| 21./22. März               | 0,54 ± 0,062                                 | 0,27 ± 0,042                                 | 2,0                                          | 0,18 ± 0,033                                          | 0,19 ± 0,034                                          | 0,94                                                  |
| 25. März                   | 0,14 ± 0,031                                 | 0,087 ± 0,023                                | 1,6                                          | 0,066 ± 0,020                                         | n.n.                                                  | –                                                     |
| 28. März                   | 0,26 ± 0,022                                 | 0,12 ± 0,014                                 | 2,2                                          | 0,051 ± 0,008                                         | 0,026 ± 0,006                                         | 2,0                                                   |
| 31. März                   | 0,16 ± 0,031                                 | n.n.                                         | –                                            | 0,32 ± 0,040                                          | n.n.                                                  | –                                                     |
| 4. April                   | 0,21 ± 0,019                                 | 0,063 ± 0,001                                | 3,3                                          | n.n.                                                  | n.n.                                                  | –                                                     |
| 11. April                  | 0,12 ± 0,012                                 | 0,059 ± 0,008                                | 1,5                                          | 0,083 ± 0,009                                         | 0,032 ± 0,006                                         | 1,5                                                   |
|                            |                                              |                                              |                                              |                                                       |                                                       |                                                       |
| Vergleichswert             | n.n. bis 0,15                                | n.n. bis 4,5                                 | 0,026                                        | n.n. bis 0,15                                         | n.n. bis 4,5                                          | 0,026                                                 |

Uran
Am 28. März wurde auch die Konzentration von 234U, 235U und 238U in beiden Proben analysiert. Laut Tepco lag sie auf natürlichem Niveau.
Strontium
Am 9. Mai veröffentlichte Tepco Strontium-Messwerte von Bodenproben, die am 18. April genommen worden waren. Die Proben stammten aus fünf Zentimetern Tiefe an drei Punkten in 500 Metern Entfernung von den Reaktorblöcken 1 und 2. Es wurden 89Sr-Konzentrationen bis 4.400 Bq/kg und 90Sr-Konzentrationen bis 570 Bq/kg gemessen. Letzteres ist 120-mal mehr als die bisherigen Höchstwerte, die in der Präfektur Fukushima nach oberirdischen Kernwaffentests im 20. Jahrhundert nachgewiesen wurden. 89Sr hat 50 Tage Halbwertszeit.

### Personen
siehe Strahlungsbelastung und Kontamination von Mitarbeitern im Kraftwerk

## Kontamination der Umgebung

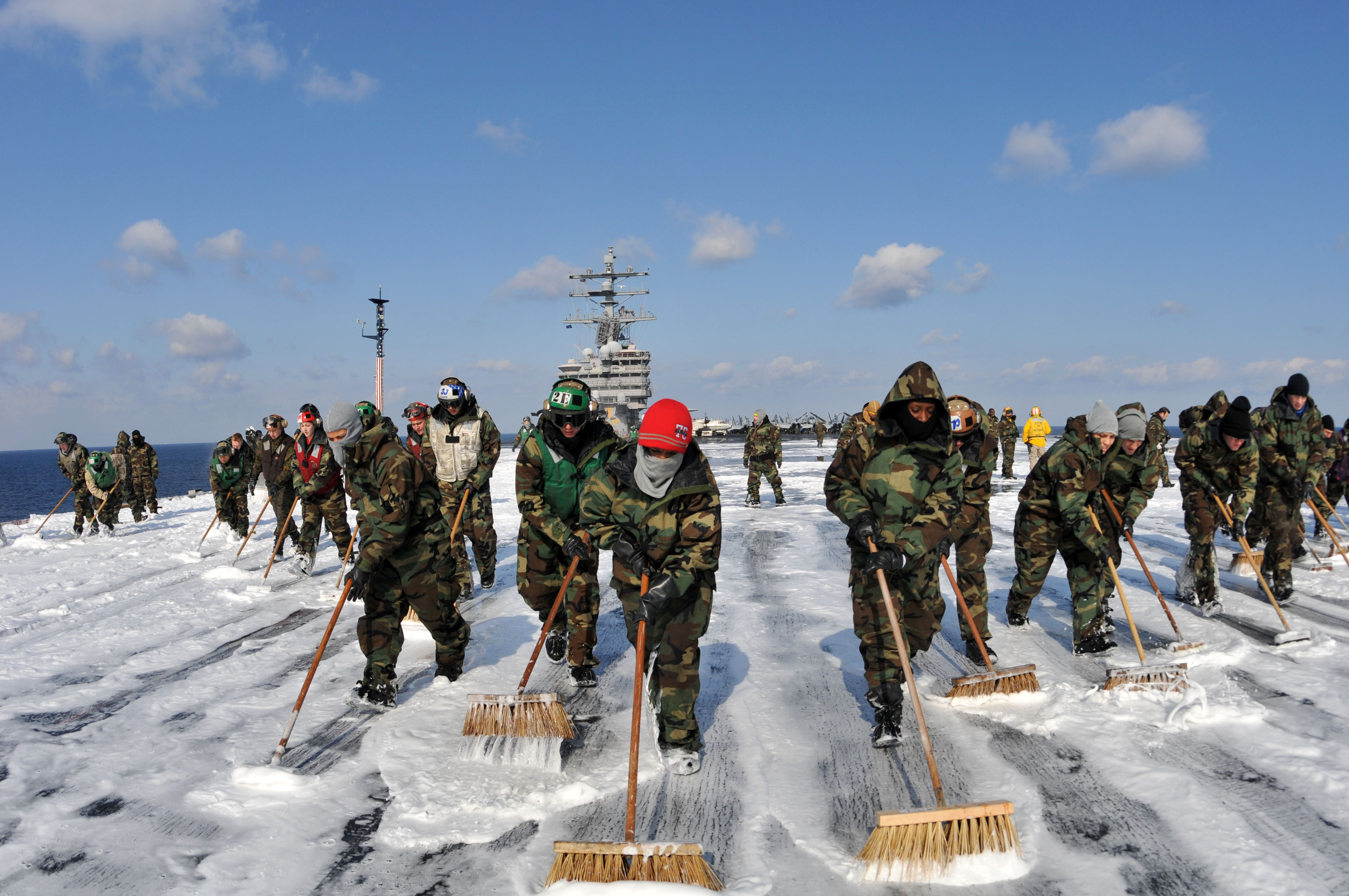
USS Ronald Reagan wird dekontaminiert

### Luftmessungen
Den ersten Hinweis auf eine Existenz einer „radioaktiven Wolke“ lieferte ein US-amerikanischer Flugzeugträger. Zwischen dem 13. und 14. März 2011 fuhr die Ronald Reagan hundert Meilen vor der Küste Japans durch ein radioaktiv belastetes Gebiet und wurde kontaminiert. Die Strahlungsbelastung von Besatzungsmitgliedern an Deck lag ersten Angaben zufolge innerhalb einer Stunde ungefähr 700-fach über dem Normalwert. Laut dem Büro für Gesundheitsangelegenheiten (Office of the Assistant Secretary of Defense for Health Affairs) des United States Department of Defense lag die maximale kumulativ empfangene Dosis der am stärksten exponierten Besatzungsmitglieder im Deckseinsatz bei einem Wert von 0,08 mSv und damit weit unterhalb der in den USA jährlich empfangenen Belastung (3,1 mSv) durch die natürliche Hintergrundstrahlung.
Später setzte die United States Air Force Drohnen vom Typ Northrop Grumman RQ-4 Global Hawk und Flugzeuge vom Typ Lockheed U-2 und Boeing C-135 Constant Phoenix ein, um Daten aus der Umgebung des Kraftwerks zu sammeln. Auch wurden Nuclear Emergency Support Teams des Energieministeriums der Vereinigten Staaten zur Unterstützung nach Japan gerufen.

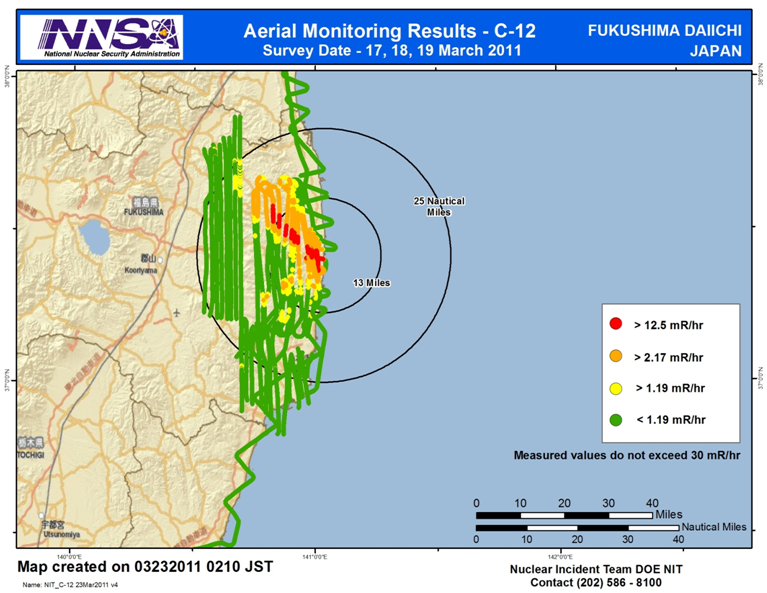
DOE- und NNSA-Drohnenbefliegung, 17.–19. März 2011
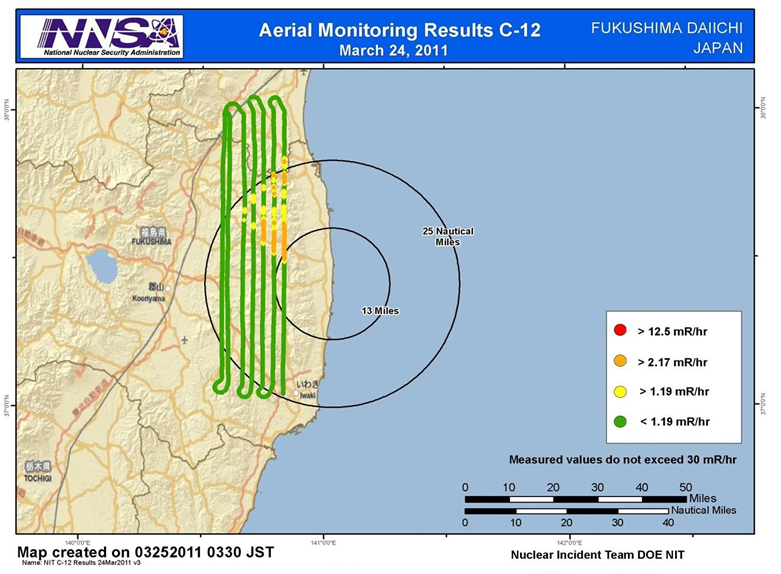
DOE- und NNSA-Drohnenbefliegung, 24. März 2011
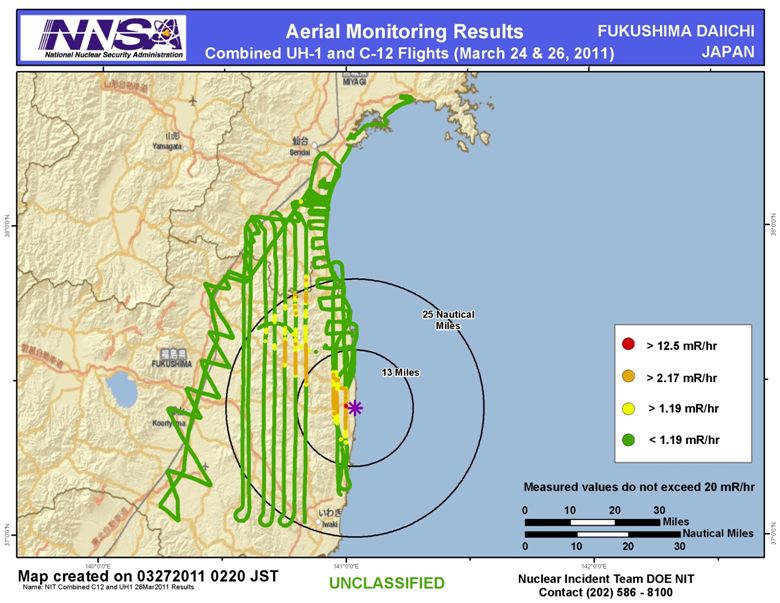
Drohnenbefliegung, 24. und 26. März
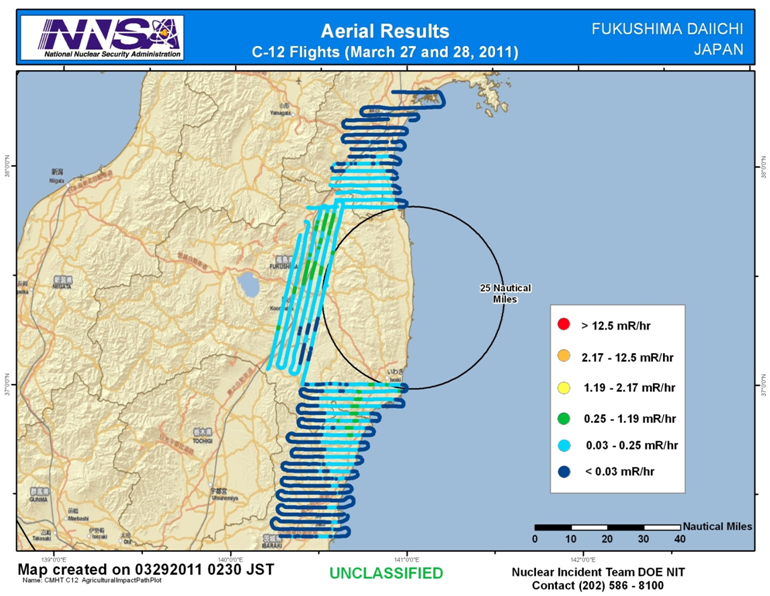
Drohnenbefliegung, 27. und 28. März
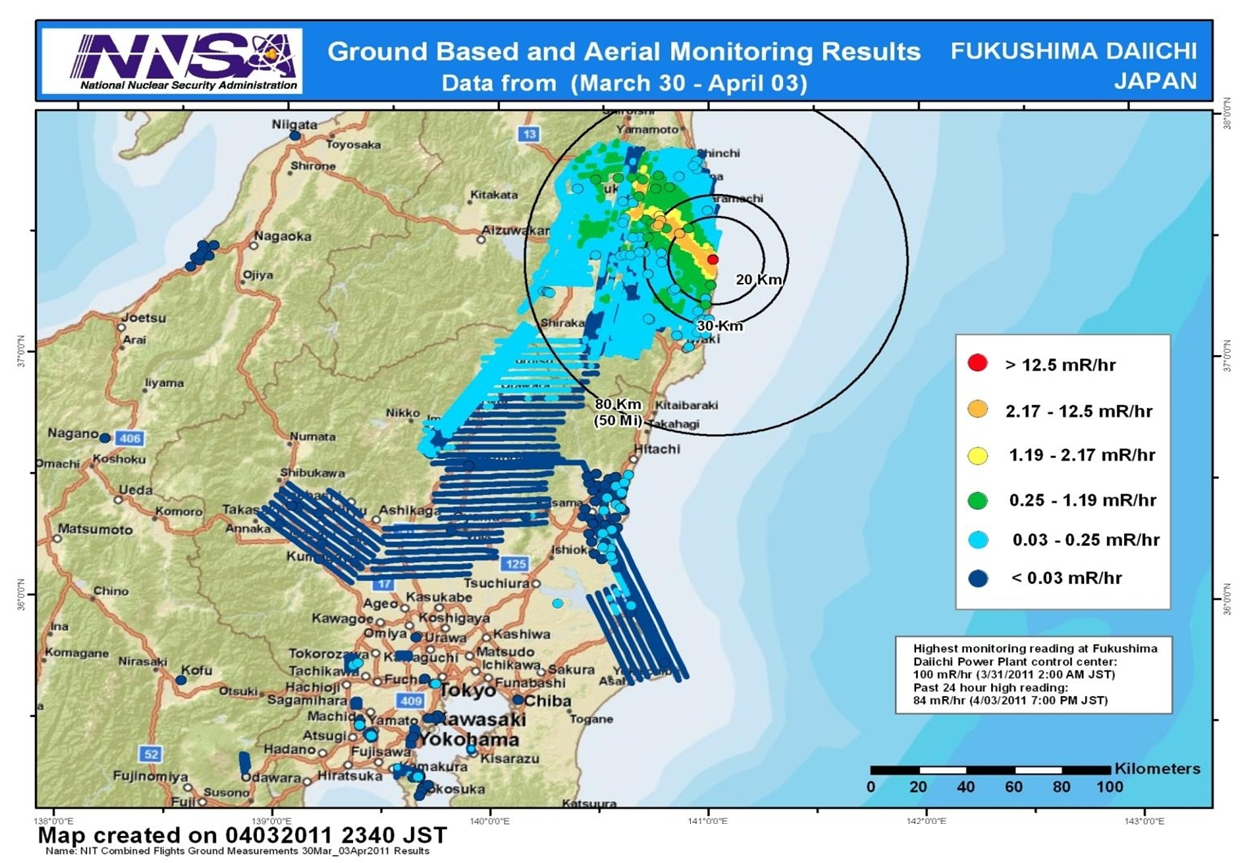
Drohnenbefliegung und Bodenmessungen, 30. März–3. April
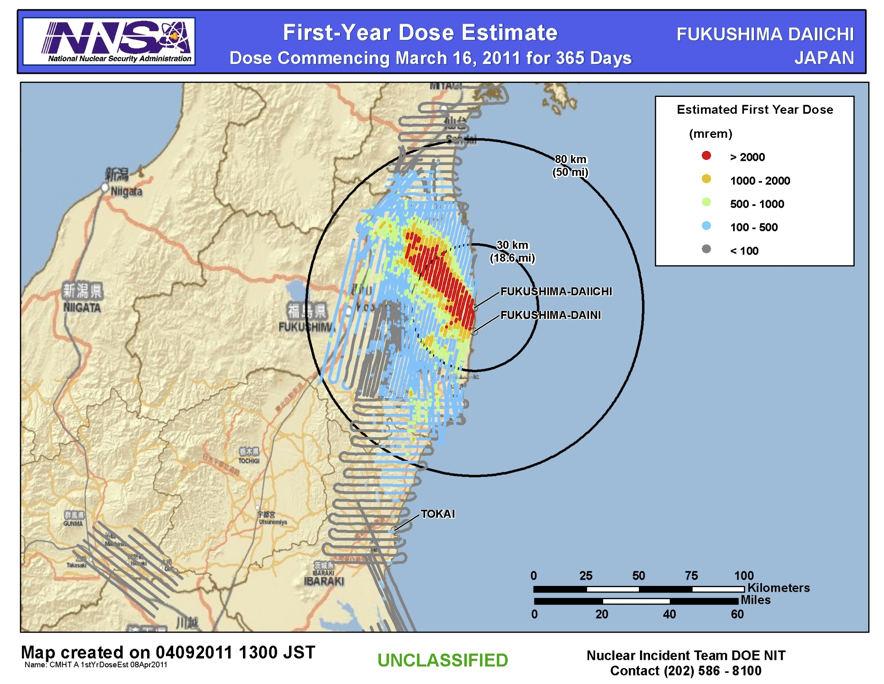
Dosisabschätzung für die ersten 365 Tage

Anmerkung: Die obenstehenden Grafiken verwenden Millirem pro Stunde (tausendstel Rem pro Stunde; mR/h) als Einheit, wobei 1 mR/h = 0,01 mSv/h entsprechen. In der Dosisabschätzung für die ersten 365 Tage ist die Jahresdosis in mR angegeben, wobei 100 mR = 1 mSv entsprechen.

#### Präfektur Fukushima
Die folgende Tabelle gibt eine Auswahl von Messwerten aus verschiedenen Quellen aus dem Umfeld des Kraftwerks wieder:
| Datum (2011) | Dosisleistung (in mSv/h) | Ort                                                                     | Quelle     |
| ------------ | ------------------------ | ----------------------------------------------------------------------- | ---------- |
| 21. März     | 0,161                    | Namie, 30 km nordwestlich von Fukushima I                               | Kyodo News |
| 24. März     | 0,016–0,059              | 30–32 km nordwestlich von Fukushima I                                   | IAEA       |
| 26. März     | 0,02–0,1                 | ca. 30–40 km nordwestlich von Fukushima I                               | Greenpeace |
| 26. März     | 0,002–0,006              | Fukushima-Stadt, 60 km nordwestlich von Fukushima I                     | Greenpeace |
| 27. März     | 0,007–0,010              | Iitate, 40 km nordwestlich von Fukushima I                              | Greenpeace |
| 29. März     | 0,0735                   | 20 km nordwestlich von Fukushima I                                      | MEXT       |
| 29. März     | 0,043                    | 30 km nordwestlich von Fukushima I                                      | MEXT       |
| 3. April     | 0,0003                   | 160–650 Meter oberhalb von Kawamata, 47 km nordwestlich von Fukushima I | Kyodo News |
| 13. April    | 0,026                    | Namie, 30 km nordwestlich von Fukushima I                               | Kyodo News |
| 13. April    | 0,0021                   | Fukushima-Stadt, 60 km nordwestlich von Fukushima I                     | Kyodo News |

1. 1 2 3  Greenpeace betonte, dass ihre Messergebnisse die Messungen japanischer Behörden bestätigten.

   ———
Am 3. Mai 2011 veröffentlichte die japanische Regierung umfangreiche Prognosen und Berechnungen zur radioaktiven Kontamination aus der Zeit ab dem 11. März, die sie bis dahin unter Verschluss gehalten hatte. Die Berechnungen der kumulierten Strahlendosis zeigten für den Zeitraum vom 12. März bis zum 24. April besonders hohe Werte für Gebiete südlich und nordwestlich des Kraftwerks. In Teilen von Futaba und Namie lag die Dosis oberhalb von 100 mSv; in Teilen von Ōkuma, Tomioka, Katsurao und Iitate waren es über 10 mSv.

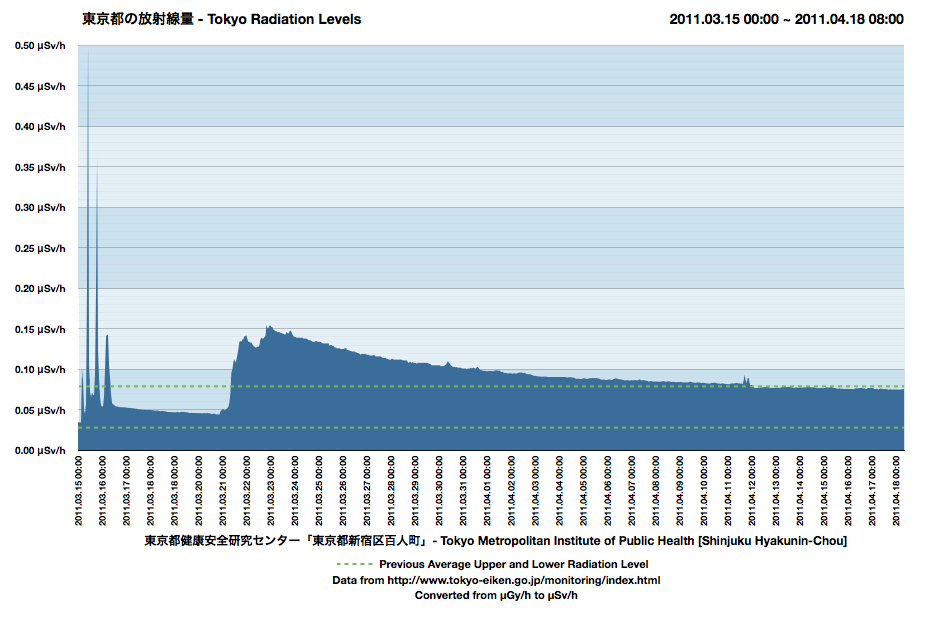
Strahlungsmesswerte aus Shinjuku, Tokio, vom 15. März bis zum 18. April 2011

#### Tokio
Das Tokyo Metropolitan Institute of Public Health veröffentlichte regelmäßig Messwerte aus dem Tokioter Bezirk Shinjuku (siehe Grafik). Die Werte wurden in Mikrogray pro Stunde (µGy/h) angegeben. Für die hier gemessene Kombination aus Röntgen-, Beta- und Gammastrahlung (ohne Alphastrahlung) ist 1 µGy/h = 0,001 mSv/h = 1 µSv/h.

#### Weitere Präfekturen
Die folgenden Diagramme zeigen die gemessenen Ortsdosisleistungen aus verschiedenen Präfekturen, von Mitte März bis Mitte April:

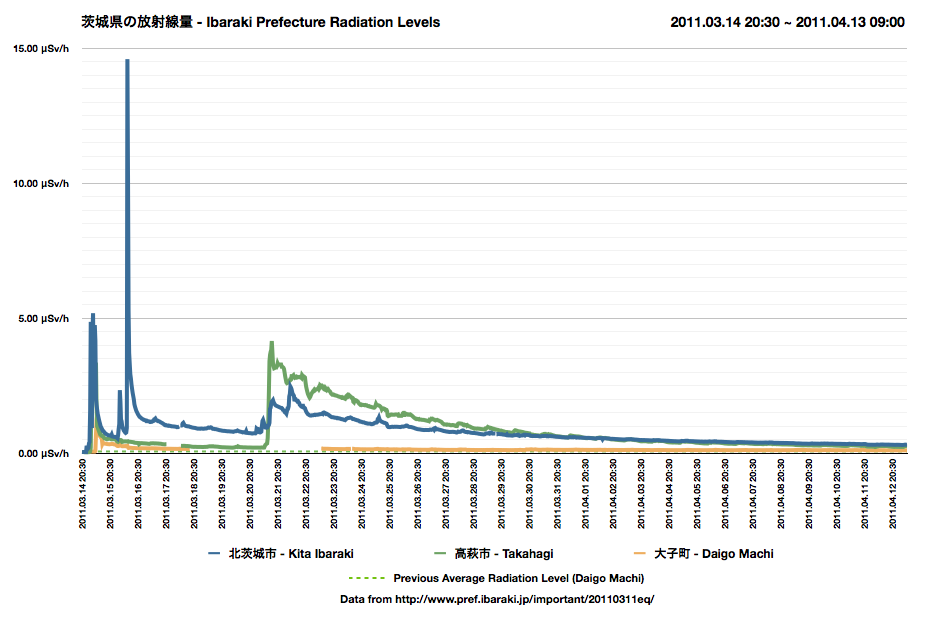
Ibaraki, Skala 0–15 µSv/h
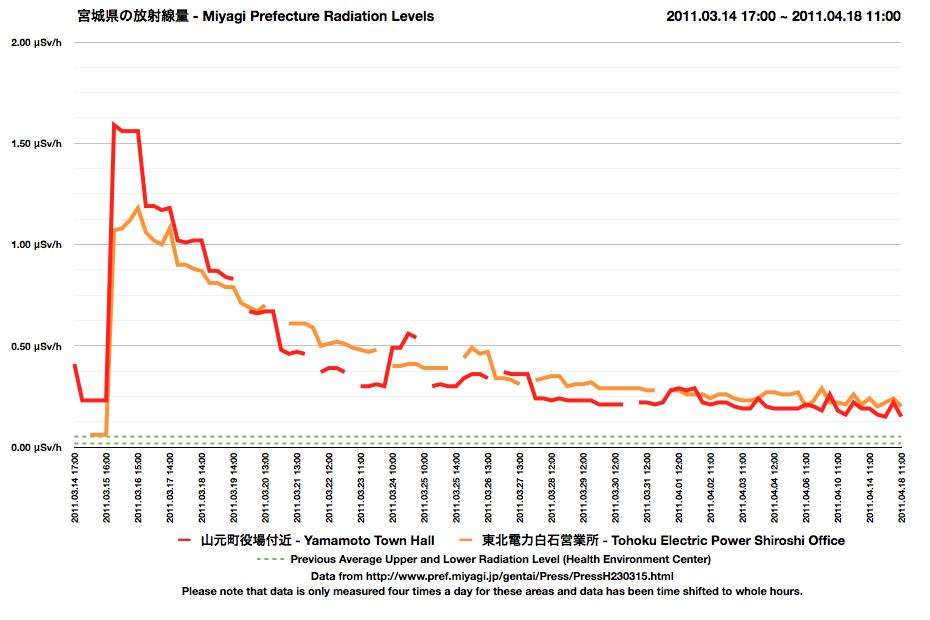
Miyagi, Skala 0–2 µSv/h
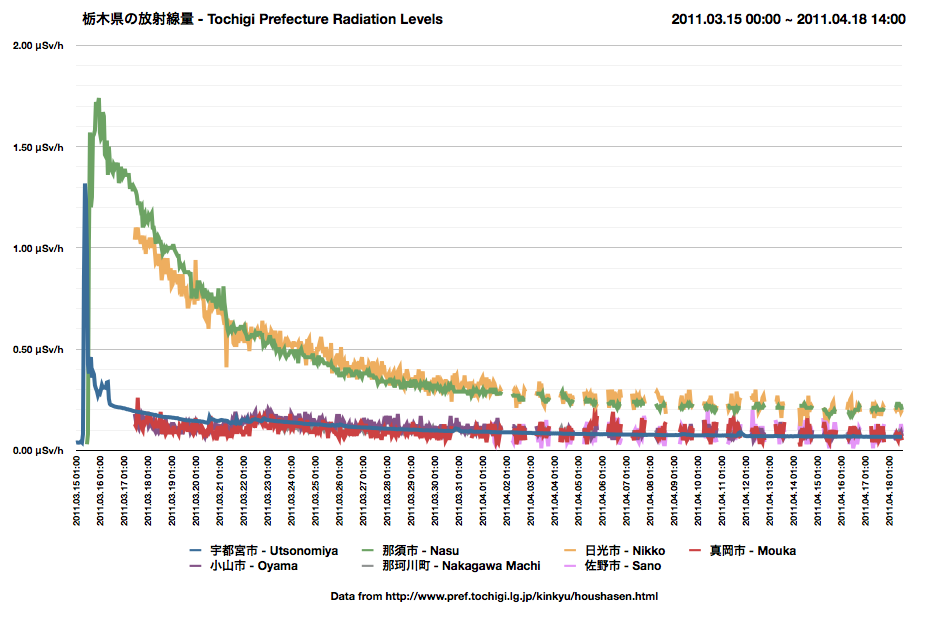
Tochigi, Skala 0–2 µSv/h
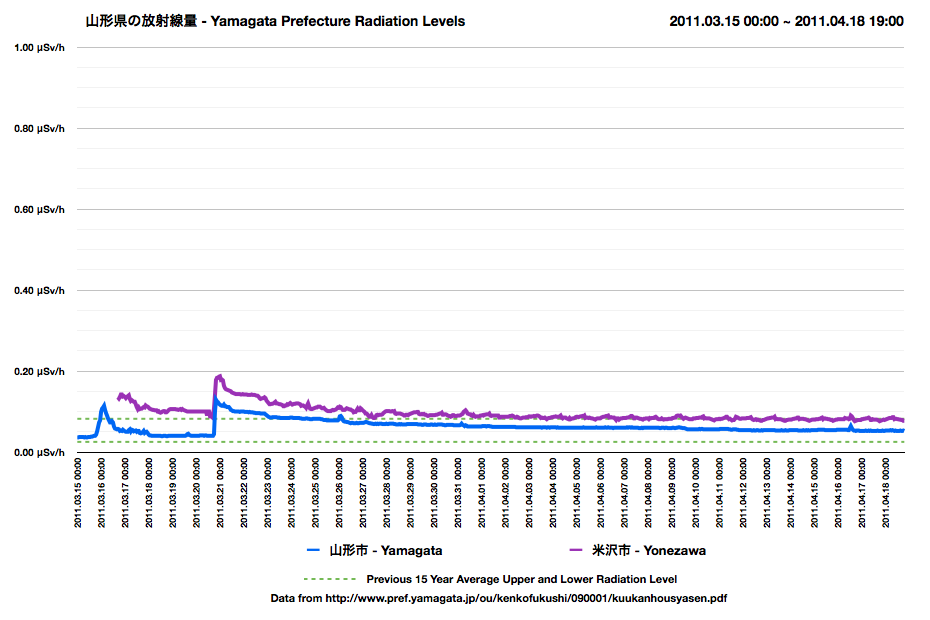
Yamagata, Skala 0–1 µSv/h

### Niederschläge
Ende Mai 2011 untersuchte die Universität Tokio 31 Schneeproben von sieben Berggipfeln in der Präfektur Fukushima. In 14 davon lag die Radioaktivität oberhalb des gesetzlichen Trinkwassergrenzwerts von 200 Becquerel pro Kilogramm.

### Nahrungsmittel
Zum Vergleich: Die natürliche Radioaktivität der meisten Nahrungsmittel in Deutschland liegt im Bereich von 30 bis 200 Bq/kg.

#### Japan
März 2011
Am 19. März 2011 gab die IAEA Messwerte japanischen Behörden für radioaktives Iod in Milch in der Präfektur Fukushima sowie bei Gemüse in der Präfektur Ibaraki bekannt. Die Messungen wurden zwischen dem 16. und 18. März 2011 durchgeführt. Dabei wurden Grenzwertüberschreitungen festgestellt. In der Milch wurde am 16. März bis zu 1.510 Bq/kg festgestellt, was dem fünffachen des japanischen Höchstwertes für das Inverkehrbringen entspricht. Das japanische Gesundheitsministerium begann mit der Prüfung eines Verkaufsverbots von Nahrungsmitteln aus der Präfektur Fukushima.
Am 20. März vermeldete das japanische Gesundheitsministerium, dass auch in der Stadt Kawamata in der Präfektur Fukushima radioaktives Iod oberhalb der Grenzwerte in Milch nachgewiesen wurde. Darüber hinaus wurden in der Stadt Hitachi Kontaminationen des Blattgemüses Kakina mit 137Cs und 131I gefunden, die oberhalb der zulässigen Grenzwerte von 500 bzw. 2.000 Bq/kg lagen.
Am 21. März erließen die Nuklearen Notfallreaktions-Hauptquartiere (Nuclear Emergency Response Headquarters) der Präfekturen Fukushima, Ibaraki, Tochigi und Gunma einen Versandstopp (suspension of shipment) für Spinat, Kakina und Rohmilch. Die Weltgesundheitsorganisation in Genf äußerte sich „stark besorgt“ über die radioaktive Belastung von Nahrungsmitteln.
Das japanische Gesundheitsministerium erließ am 23. März ein Verkaufs- und Verzehrverbot für verschiedene Gemüsesorten aus der Präfektur Fukushima und ein Verkaufsverbot für frische Rohmilch und Kräuter aus der Präfektur Ibaraki.
April 2011
Am 3. April meldete das Gesundheitsministerium für Pilze aus Iwaki, Präfektur Fukushima, Werte von 890 Bq/kg Caesium-134 und 3.100 Bq/kg 131I. Diese lagen oberhalb der Grenzwerte von 500 bzw. 2.000 Bq/kg. Das Ministerium bat die Landwirte in Iwaki, keine Pilze mehr auszuliefern. Später wurde der Verkauf von Shiitake-Pilzen aus verschiedenen Teilen der Präfektur Fukushima verboten.
Am 4. April begann das Gesundheitsministerium damit, die Verkaufsverbote für Lebensmittel zu differenzieren. Es solle nur noch der Verkauf von Produkten aus Stadtgebieten mit hoher Strahlenbelastung und von Produkten mit Grenzwertüberschreitungen eingeschränkt bleiben.
Nachdem in Sandaalen, die in den Küstengewässern der Präfektur Ibaraki gefangen wurden, eine höher als gesetzlich erlaubte Menge an radioaktivem Caesium nachgewiesen wurde, erließ die Präfektur Ibaraki am 5. April 2011 ein Fangverbot für Sandaale. Die meisten Fischer in der Präfektur Ibaraki stellten ihre Arbeit weitgehend ein. Am 13. April wurden 12.500 Bq/kg radioaktives Caesium in einem vor Ibaraki gefangenen Fisch entdeckt, bei einem gesetzlichen Grenzwert von 500 Bq/kg.
Landwirtschaftsminister Michihiko Kano gab am 10. April bekannt, dass Reisbauern, die wegen der Kontaminationen nichts neu anpflanzen können, dafür voll entschädigt werden sollen.
Am 27. April wurden Verkaufs- und Verzehrverbote für Gemüse aus einer Reihe von Orten und Bezirken in der Präfektur Fukushima und der Präfektur Tochigi aufgehoben. In dem Ort Ōtama, Fukushima, lag die Kontamination von Spinat mit 960 Bq/kg immer noch über dem gesetzlichen Grenzwert von 500 Bq/kg; in Tamura waren es 510 Bq/kg.
Mai 2011
Zwischen dem 3. und 9. Mai entnahm die Umweltschutzorganisation Greenpeace zehn Proben von Meeresalgen in 42 bis 65 Kilometern Entfernung vom Kraftwerk und mindestens 22 Kilometern Abstand zur Küste (die japanische Regierung hatte Greenpeace die Einfahrt in die 12-Meilen-Zone verwehrt). Weitere Helfer entnahmen zwölf Algenproben von verschiedenen Punkten entlang der Küste der Präfekturen Miyagi, Fukushima und Ibaraki. Laboruntersuchungen vom 21 der Proben am 19. und 22. Mai ergaben 137Cs-Konzentrationen im Bereich von unter 1 bis 1450 Bq/kg, mit einem Mittelwert und einer Standardabweichung von jeweils rund 380 Bq/kg und einem gesetzlichen Grenzwert von 500 Bq/kg. Die 131I-Konzentrationen lagen bei unter 2 bis rund 127.000 Bq/kg, mit einem Mittelwert von rund 22.200 und einer Standardabweichung von rund 41.600 Bq/kg. Der 131I-Grenzwert beträgt 2000 Bq/kg.
Am 11. Mai reagierte die japanische Regierung auf die Importbeschränkungen für Lebensmittel mehrerer Länder und hielt eine Pressekonferenz ab, in der sie die Sicherheit der japanischen Lebensmittelexporte betonte.
Während der zweiten Maihälfte wurden radioaktive Kontaminationen von Teeblättern in den Präfekturen Ibaraki, Gunma, Saitama, Chiba, Kanagawa und Shizuoka festgestellt, etwa 100 bis 300 Kilometer südsüdwestlich von Fukushima I. An vielen Orten lagen die Caesium-Konzentrationen mit Werten zwischen 500 und 800 Bq/kg oberhalb des Grenzwertes von 500 Bq/kg. Die lokalen Behörden forderten die Teepflanzer zu freiwilligen Verkaufsstopps auf. Teils kamen die Produzenten diesen Forderungen nach, teils verkauften sie den radioaktiven Tee trotzdem weiter an ihre Kunden. Im Mai beginnt in Japan die Teeernte.
Im Mai hoben die Behörden Verkaufs- und Verzehrverbote für verschiedene Gemüsesorten in verschiedenen Gebieten außerhalb der 20-Kilometer-Zone um das Kraftwerk auf: In den Orten Soma, Minamisōma und Iwaki, den Landkreisen Aizu, Minamiaizu und Soso sowie Teilen der Regionen Kennan, Kenchu und Kenhoku. Shiitake-Pilze aus Tamura, Shinchi und Kawauchi durften ebenfalls wieder verkauft werden, ebenso wie Rohmilch aus Teilen von Kawamata und Minamisōma. Neue Verkaufsverbote wurden für Bambussprossen aus verschiedenen Orten der Präfektur Fukushima und für Straußenfarn aus den Städten Fukushima und Koori erlassen.
Juni/Juli 2011
Anfang Juni verbot die japanische Regierung den Verkauf von Teeblättern aus der Präfektur Ibaraki und aus Teilen der Präfekturen Tochigi, Chiba und Kanagawa.
Im Juli wurden Caesium-Kontaminationen in Rindfleisch aus Minamisōma entdeckt. Die Radioaktivität lag bei 1530 bis 3200 Bq/kg.

#### Import nach Europa
Am 25. März erließ die Europäische Union eine Eilverordnung, mit der sie eine „radiologische Notstandssituation“ feststellte. Wo sich der radiologische Notstand beziehungsweise die nicht vermeidbare weiträumige radioaktive Verseuchung in Europa befindet, wurde damit jedoch nicht beantwortet. Damit traten erhöhte Grenzwerte für die radioaktive Belastung von Nahrungsmitteln und Futtermitteln in Kraft, die in den Jahren 1987 bis 1990 – nach der Katastrophe von Tschernobyl – für solche Situationen festgelegt worden waren. Die höheren Grenzwerte gelten seit dem 25. März 2011 in allen Mitgliedstaaten der Europäischen Union. Die EU kann eine „radiologische Notstandssituation“ feststellen, wenn die gewöhnlichen Höchstwerte wahrscheinlich erreicht werden oder wurden.
Am 8. April setzte die Europäische Kommission dann die Grenzwerte speziell für Importe aus Japan wieder herunter. Für 134Cs und 137Cs gelten seitdem auch in Europa die japanischen Grenzwerte von 500 Becquerel pro Kilogramm.

#### Blauflossenthunfische/USA
Im Frühjahr 2012 wurden bei vor der Westküste der USA gefangenen Blauflossenthunfischen wesentlich höhere 137Cs-Werte als bei 2008 gefangenen gemessen; darüber hinaus waren sie mit ebenfalls aus den Nuklearanlagen von Fukushima stammendem 134Cs belastet.

### Leitungswasser

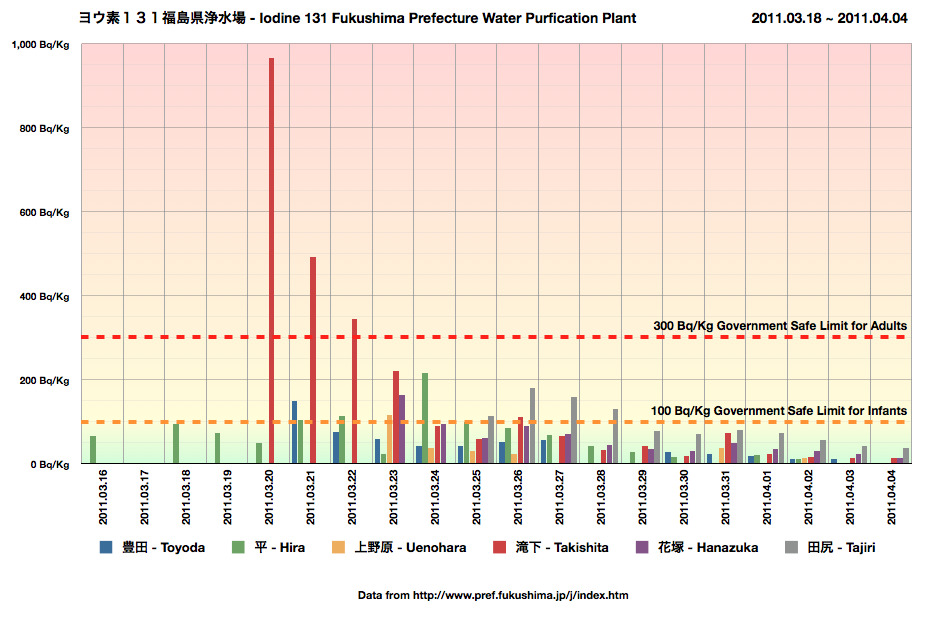
Präfektur Fukushima

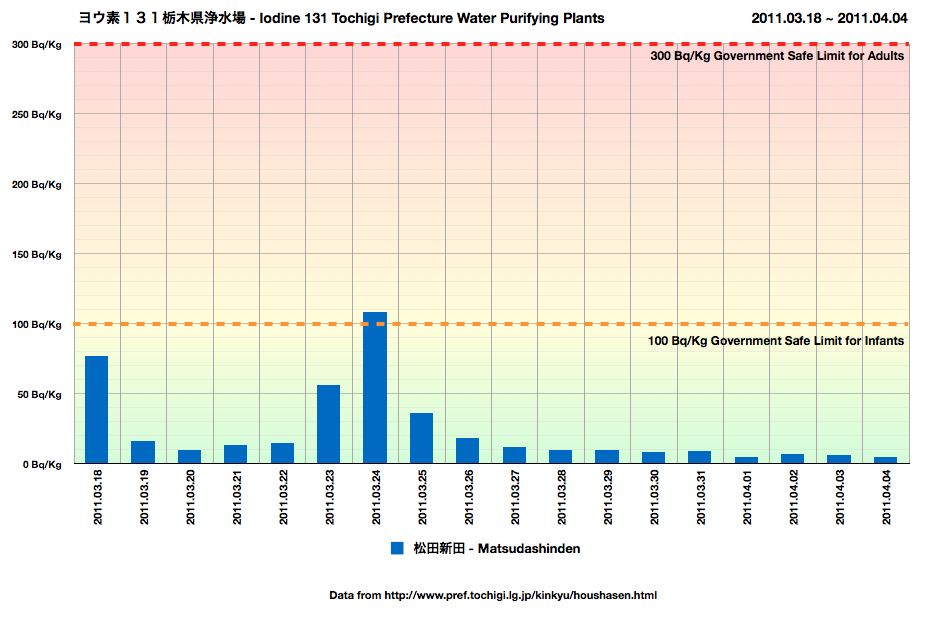
Präfektur Tochigi

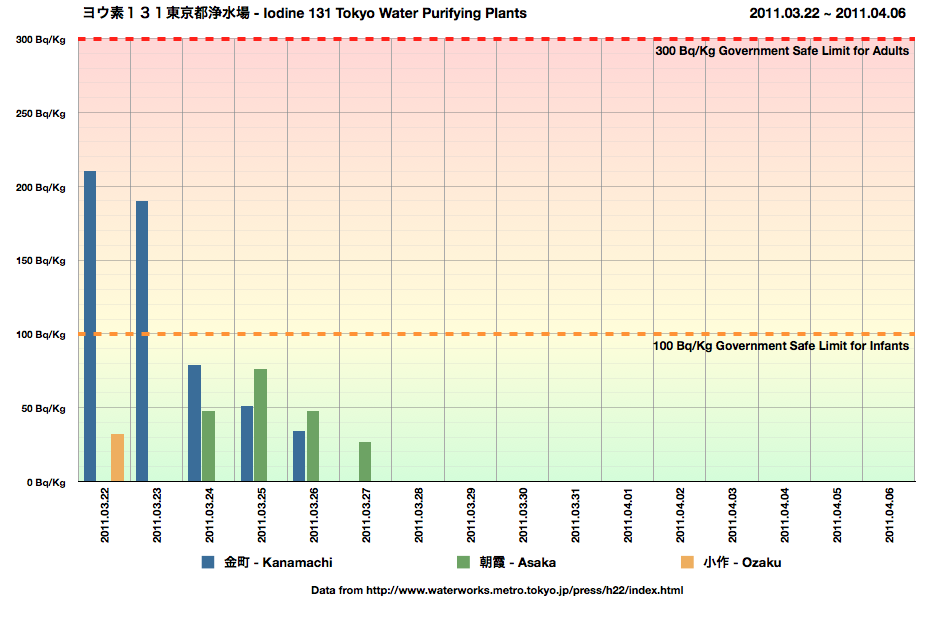
Präfektur Tokio

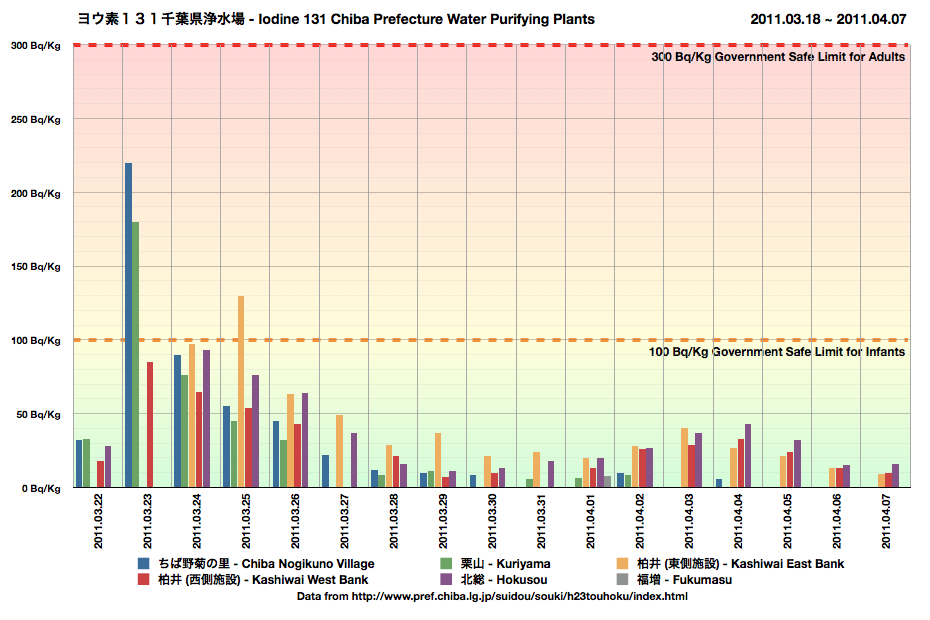
Präfektur Chiba

Die nebenstehenden Grafiken geben die Leitungswasser-Kontaminationen mit 131I von ca. Mitte März bis Anfang April wieder. Die Messwerte stammen aus Wasseraufbereitungsanlagen in verschiedenen Präfekturen. Als Vergleichswerte sind jeweils der Grenzwert für Erwachsene (rote Linie) und Kleinkinder (orange Linie) eingetragen.
Am 15. und 19. März wurden im Trinkwasser Tokios geringe Mengen von radioaktivem Iod (Grenzwert: 300 Bq/l) festgestellt. Am 20. März gab das Gesundheitsministerium bekannt, man habe erstmals seit 1990 Spuren von radioaktivem Iod im Leitungswasser aller Fukushima benachbarten Präfekturen und im Großraum Tokios gefunden, am meisten (77 Bq/l) in Tochigi, sowie radioaktives Caesium (Grenzwert: 200 Bq/l) in zwei Präfekturen. Sie seien noch gesundheitlich unbedenklich. Jedoch warnte die Regierung die Bewohner der Präfektur Fukushima vor der Einnahme von Leitungswasser.
In Shinjuku, Tokio, stieg die 131I-Belastung von 1,47 Bq/kg am 18. März auf 31,8 Bq/kg am 25. März. Die 134Cs/137Cs-Belastung stieg von 0,15 bzw. 0,21 Bq/kg am 19. März auf 0,92 bzw. 1,22 Bq/kg am 25. März. Am 22. März lag der Wert für 131I in einer Wasseraufbereitungsanlage in Tokio mit 210 Bq/kg erstmals über dem für Kleinkinder zulässigen Grenzwert von 100 Bq/l. Bis zum 25. März als dieser wieder unterschritten wurde, empfahl die Präfekturverwaltung Kindern unter einem Jahr kein Leitungswasser zu verabreichen. Der Anstieg war hauptsächlich dem Regen geschuldet, da im gleichen Zeitraum der Fallout (Staub und Regen) von 131I von 51,4 Bq/m² am 18. März auf 32.300 Bq/m² am 21. März stieg und für 137Cs von unter der Messschwelle auf 5.300 Bq/m². Mit Ende des Niederschlags am 24. März reduzierten sich die Werte auf 173 Bq/m² und 36,9 Bq/m².
Am 21. bis 22. März überschritten die 131I-Konzentrationen in den Städten Kawamata, Minamisōma und Iwaki in der Präfektur Fukushima mit 174 Bq/l, 137 Bq/l und 103 Bq/l die Grenzwert für Kleinkinder von 100 Bq/l.
Am 26. März wurde 131I im Trinkwasser von 12 der 47 Präfekturen nachgewiesen, jedoch nur in der Präfektur Tochigi mit einem für Kleinkinder gefährlichen Wert von 110 Bq/l; in den übrigen Präfekturen waren es weit unter 100 Bq/l. 137Cs fand sich im Trinkwasser von 6 Präfekturen, jedoch nur in Spuren von weniger als 10 Bq/l.
Am 4. April begann das Gesundheitsministerium damit, die Warnungen vor dem Trinken von Leitungswasser zu differenzieren. Nur wenn die Grenzwerte innerhalb eines Durchschnitts der letzten drei Tage [in einem Stadtgebiet?] überschritten werden, solle weiter gewarnt werden.
Am 11. Mai gaben die Behörden das Leitungswasser in Iitake wieder für Babys frei.

### Böden
Des japanischen Kultus- und Technologieministeriums MEXT nahm zwischen dem 18. und 22. März Bodenproben an zehn verschiedenen Stellen in 25 bis 40 Kilometer Entfernung zum Kraftwerk. Dabei wurden 137CS-Konzentrationen von 1.260 bis 163.000 Becquerel pro Kilogramm (Bq/kg) und 131I-Konzentrationen von 6.970 bis 1.170.000 Bq/kg festgestellt. Am 30. September veröffentlichte das Ministerium Karten der Strontium- und Plutoniumkontamination, gewonnen aus je 50 Bodenprobenahmen.
Hot Spot in Iitate

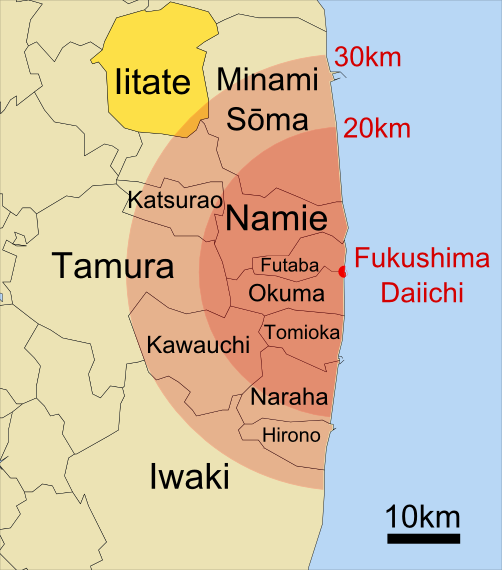
Lage von Iitate und Evakuierungszonen

Die jeweiligen Höchstwerte ergaben sich in Bodenproben vom 20. März vom Gelände eines Bauernhofs in dem Dorf Iitate, 40 Kilometer nordwestlich von Fukushima Daiichi. Die nächste Probe vom 21. März ergab für Iitate nur noch 39.900 Bq/kg 137Cs und 207.000 Bq/kg 131I. Bis zum Monatsende gingen die Messwerte in Iitate weiter zurück.
Der Ort mit dem zweithöchsten Messwert war die Stadt Kawamata, rund 10 Kilometer westlich von Iitate, mit 14.200 Bq/kg 137Cs und 84.300 Bq/kg 131I am 18. März. In der Stadt Minamisōma, nur 25 Kilometer vom Kraftwerk entfernt, wurden am gleichen Tag 4.040 Bq/kg 137Cs und 35.800 Bq/kg 131I gemessen.
Bodenoberflächen
Die Internationale Atomenergie-Organisation (IAEO) veröffentlichte ab dem 21. März in unregelmäßigen Abständen eigene Messungen aus der weiteren Umgebung des Kraftwerks. Dabei gab sie jeweils nur den Minimal- und Maximalwert aller Messpunkte eines Tages an. Diese Art der zusammenfassenden Darstellung stieß in der Fachgemeinde auf Kritik.
Die folgende Tabelle gibt die IAEO-Messungen der Gamma-Beta-Kontamination an der Bodenoberfläche wieder, wobei Messungen an aufeinanderfolgenden Tagen in der gleichen Himmelsrichtung zur besseren Übersicht zusammengefasst sind:
| Datum         | Anzahl Messungen | Lage zum Kraftwerk | Lage zum Kraftwerk | Messwerte (kBq/m²) | Messwerte (kBq/m²) |
| Datum         | Anzahl Messungen | Entfernung (km)    | Himmelsrichtung    | Minimum            | Maximum            |
| ------------- | ---------------- | ------------------ | ------------------ | ------------------ | ------------------ |
| 20. März      |                  | 16–58              |                    | 200                | 900                |
| 23. März      |                  | 30–73              |                    | 20                 | 600                |
| 24. März      |                  | 34–73              | west               | 40                 | 400                |
| 25. März      |                  | 34–62              |                    | 70                 | 960                |
| 26. März      |                  | 23–97              | süd, südwest       | 20                 | 400                |
| 27./28. März  |                  | 30–46              |                    | 20                 | 3.100              |
| 29. März      |                  | 32–62              | nord, nordwest     | 50                 | 450                |
| 31. März      | 7                | 23–30              | süd                | 40                 | 340                |
| 1. April      | 9                | 30–58              | west               | 10                 | 490                |
| 2. April      | 7                | 32–62              | nord, nordwest     | 90                 | 460                |
| 4.–6. April   | 21               | 16–41              | süd, südwest       | 10                 | 3.200              |
| 8. April      | 16               | 24–62              | nord, nordwest     | 30                 | 5.000              |
| 10. April     | 7                | 23–39              | süd, südwest       | 10                 | 180                |
| 11.–13. April | 16               | 20–62              | west, nordwest     | 10                 | 2.100              |
| 14. April     | 11               | 15–39              | süd, südwest       | 160                | 2.500              |

Weitere Hot Spots
In den nachfolgenden Monaten gab es verschiedene Berichte über hohe Kontaminationen in Straßengräben und Geländeniederungen. Mitte August meldeten die Behörden zum Beispiel 186.000 Bq/kg für Schlamm in einen Graben in Aizu-Wakamatsu, Präfektur Fukushima, etwa 100 Kilometer westlich des Kraftwerks.

### Personen
In der Präfektur Fukushima wurden bis zum 30. März 2011 insgesamt 110.340 Menschen auf radioaktive Kontamination getestet. Bei 102 davon lag die Kontamination in bekleidetem Zustand oberhalb der Grenze von 100.000 Becquerel. Unbekleidet überschritt keine der untersuchten Personen diesen Grenzwert. Ein halbes Jahr später wurde der Grenzwert auf 13.000 Becquerel abgesenkt.
Am 20. April wurde in der Muttermilch einer Frau in Kashiwa in der Präfektur Chiba eine 131I-Konzentration von 36 Bq/kg gemessen. Radioaktives Caesium war nicht nachweisbar. Die 131I-Konzentrationen in der Milch von drei weiteren untersuchten Frauen war geringer.
Vom 24. bis zum 28. April ließ das japanische Gesundheitsministerium Muttermilchproben von 23 Frauen aus Tokio, den Präfekturen Fukushima, Ibaraki und Chiba sowie einer weiteren Präfektur nehmen. In der Milch einer Frau, die sich bis zum 14. März innerhalb der 30-Kilometer-Zone um das Kraftwerk aufgehalten hatte, wurden 3,5 Bq/kg radioaktives Iod und 2,4 Bq/kg radioaktives Caesium festgestellt. Bei sechs weiteren Frauen aus den Präfekturen Ibaraki und Chiba lag die spezifische Aktivität der Muttermilch zwischen 2,2 und 8,0 Bq/kg. Diese Werte sind nach Aussage des Ministeriums ungefährlich für Babys. Der japanische Grenzwert für Säuglingsnahrung liegt bei 100 Bq/kg.
Eine Untersuchung der Japanischen Gesellschaft für Pädiatrie im August 2011 ergab bei der Hälfte von 1139 untersuchten Kindern in der Präfektur Fukushima geringe 131I-Belastungen der Schilddrüse. Die höchste gemessene Dosis war 35 Millisievert; Werte bis 100 gelten nach Angabe der Gesellschaft als unbedenklich.
Bis November wurden Urinproben von 1500 Kindern in der Präfektur Fukushima auf radioaktive Kontamination untersucht. Bei 104 der Kinder wurde radioaktives Caesium nachgewiesen, mit typischen Konzentrationen von 20 bis 30 Bq/l. Der höchste Wert war 187 Bq/l bei einem einjährigen Säugling.

^{137}Cs-Kontamination entlang der Küste, 21. März bis 5. Mai 2011 (Quelle: GRS)

^{131}I-Kontamination entlang der Küste, 21. März bis 5. Mai 2011

### Meerwasser
Zur Gesamtfreisetzung radioaktiver Stoffe ins Meer, siehe Freisetzung ins Meer.

#### Am Kraftwerk

Aufbau der Anlage: Wassereinlässe dunkelblau dargestellt, Wasserauslass von Block 1 bis 4 am unteren (südlichen) Bildrand (nicht gekennzeichnet)

Am 21. März 2011 stellte Tepco im Meerwasser nahe dem Wasserauslasskanal der Reaktorblöcke 1 bis 4 über den gesetzlichen Grenzwerten liegende Konzentrationen von 131I, 134Cs und 137Cs fest und unterrichtete die NISA. Die Medienberichterstattung über dieses Ereignis konzentrierte sich auf die 131I-Werte, die wesentlich höher ausfielen, aber langfristig ungefährlicher sind als die Caesiumwerte. Meeresbiologen warnten davor, dass sich 134Cs und 137Cs wegen ihrer langen Halbwertszeiten von zwei beziehungsweise dreißig Jahren in der Nahrungskette anreichern könnten. Die japanische Atomaufsichtsbehörde NISA bestritt eine Gefährdung ozeanischen Lebens.
Die nebenstehenden Grafiken geben die von Tepco veröffentlichten 137Cs- und 131I-Messwerte an vier Punkten entlang der Küste (logarithmische Darstellung):
- 30 Meter nördlich des Wasserauslasses von Block 5 und 6, ungefähr 2 Kilometer nördlich von Block 1
- 330 Meter südlich des Wasserauslasses von Block 1 bis 4
- 10 Kilometer weiter südlich, am Kernkraftwerk Fukushima II
- 16 Kilometer südlich von Fukushima I

Die folgende Tabelle enthält eine Auswahl der Messwerte für den zweiten Messpunkt nahe dem Wasserauslass von Block 1 bis 4. Die Konzentrationen von 134Cs waren jeweils fast identisch mit denen von 137Cs (maximal 3 % Abweichung nach unten). Die Messungen wurden jeweils erst am Tag nach der Probenentnahme abgeschlossen, so dass die veröffentlichten und in der Tabelle enthaltenen Messwerte für 131I wegen der geringen Halbwertszeit von acht Tagen jeweils etwas niedriger sind als zum Zeitpunkt der Probenentnahme.
Neben der Konzentration in Becquerel pro Liter ist jeweils das Verhältnis zum gesetzlichen Grenzwert für Meerwasser abgegeben. Die japanischen Grenzwerte für 131I, 134Cs und 137Cs liegen bei 40, 60 bzw. 90 Bq/l.
Ab dem 30. März maß Tepco zweimal täglich (morgens und mittags). Sofern die Ergebnisse beider Messungen ähnlich waren, ist in der Tabelle zur besseren Übersicht nur die erste Messung von morgens wiedergegeben; „–“ = nicht nachweisbar.
| Datum der Proben- entnahme                                                                                       | Messwerte für 137Cs | Messwerte für 137Cs | Messwerte für 131I | Messwerte für 131I | Quelle |
| Datum der Proben- entnahme                                                                                       | Konzentration (Bq/l) | relativ zum Grenzwert | Konzentration (Bq/l) | relativ zum Grenzwert | Quelle |
| --- | --- | --- | --- | --- | --- |
| 21. März | 1.484 | 16 | 5.066 | 127 | Tepco |
| 23. März | 250 | 3 | 5.900 | 147 | Tepco |
| 24. März | 440 | 5 | 4.200 | 104 | Tepco |
| 25. März | 7.200 | 80 | 50.000 | 1.251 | Tepco |
| 26. März | 12.000 | 133 | 74.000 | 1.851 | Tepco |
| 27. März | 1.800 | 20 | 10.000 | 250 | Tepco |
| 28. März | 240 | 3 | 1.100 | 28 | Tepco |
| 29. März | 24.000 | 268 | 100.000 | 2572 | Tepco |
| 30. März, 8:20                                                                                                   | 8.300 | 92 | 32.000 | 800 | Tepco |
| 30. März, 13:55                                                                                                  | 47.000 | 527 | 180.000 | 4385 | Tepco |
| 4. April, 9:20                                                                                                   | 5.100 | 57 | 11.000 | 280 | Tepco |
| 4. April, 14:20                                                                                                  | 19.000 | 210 | 41.000 | 1000 | Tepco |
| 5. April | 7.800 | 130 | 16.000 | 400 | Tepco |
| 6. April, 08:30                                                                                                  | 2.000 | 22 | 3.200 | 80 | Tepco |
| 6. April, 09:30                                                                                                  | Das Leck an einem Kabelschacht von Block 2 wurde mit Wasserglas verschlossen.                                                                                              | Das Leck an einem Kabelschacht von Block 2 wurde mit Wasserglas verschlossen.                                                                                              | Das Leck an einem Kabelschacht von Block 2 wurde mit Wasserglas verschlossen.                                                                                              | Das Leck an einem Kabelschacht von Block 2 wurde mit Wasserglas verschlossen.                                                                                              | Das Leck an einem Kabelschacht von Block 2 wurde mit Wasserglas verschlossen.                                                                                              |
| 7. April | 1.700 | 19 | 2.200 | 55 | Tepco |
| 8. April, 8:55                                                                                                   | 12.000 | 130 | 19.000 | 480 | Tepco |
| 8. April, 13:55                                                                                                  | 1.900 | 21 | 1.900 | 48 | Tepco |
| 9. April | 4.400 | 49 | 6.100 | 150 | Tepco |
| 14. April | Der Schlammwall vor dem Wassereinlass von Block 2 ist fertiggestellt; weitere Schlammwälle und Barrieren vor den Wassereinlässen von Block 1 bis 4 werden noch angebracht. | Der Schlammwall vor dem Wassereinlass von Block 2 ist fertiggestellt; weitere Schlammwälle und Barrieren vor den Wassereinlässen von Block 1 bis 4 werden noch angebracht. | Der Schlammwall vor dem Wassereinlass von Block 2 ist fertiggestellt; weitere Schlammwälle und Barrieren vor den Wassereinlässen von Block 1 bis 4 werden noch angebracht. | Der Schlammwall vor dem Wassereinlass von Block 2 ist fertiggestellt; weitere Schlammwälle und Barrieren vor den Wassereinlässen von Block 1 bis 4 werden noch angebracht. | Der Schlammwall vor dem Wassereinlass von Block 2 ist fertiggestellt; weitere Schlammwälle und Barrieren vor den Wassereinlässen von Block 1 bis 4 werden noch angebracht. |
| 15. April | 880 | 10 | 720 | 18 | Tepco |
| 23. April | 130 | 1,4 | 59 | 1,5 | Tepco |
| 30. April | 100 | 1,1 | 17 | 0,4 | Tepco |
| 15. Mai | 68 | 0,8 | 5 | 0,1 | Tepco |
| 29. Mai | 73 | 0,8 | – | – | Tepco |
| 14. Juni | 39 | 0,4 | – | – | Tepco |
| 30. Juni | 22 | 0,2 | – | – | Tepco |
| 15. Juli | – | – | – | – | Tepco |
| 31. Juli | – | – | – | – | Tepco |
| 31. August | – | – | – | – | Tepco |
| 30. September | – | – | – | – | Tepco |
| Im Oktober verringerte sich die Nachweisschwelle von bisher 4 Bq/l 131I und 9 Bq/l 137Cs auf 0,77 bzw. 1,1 Bq/l. | | | | | |
| 31. Oktober | 2,7 | 0,03 | – | – | Tepco |
| 30. November | – | – | – | – | Tepco |

Die nächste Tabelle zeigt die entsprechenden Daten vom ersten Messpunkt am Wasserauslass von Reaktorblock 5 und 6. Auch hier waren die 134Cs-Werte jeweils fast identisch mit denen von 137Cs (maximal 5 % Abweichung nach unten).
| Datum der Proben- entnahme                                                                                       | Messwerte für 137Cs | Messwerte für 137Cs | Messwerte für 131I | Messwerte für 131I | Quelle |
| Datum der Proben- entnahme                                                                                       | Konzentration (Bq/l) | relativ zum Grenzwert | Konzentration (Bq/l) | relativ zum Grenzwert | Quelle |
| --- | --- | --- | --- | --- | --- |
| 23. März | 1.900 | 21 | 2.700 | 67 | Tepco |
| 24. März | 110 | 1 | 950 | 24 | Tepco |
| 25. März | 1.700 | 18 | 11.000 | 284 | Tepco |
| 26. März | 5.100 | 57 | 29.000 | 725 | Tepco |
| 27. März | 9.800 | 109 | 46.000 | 1.150 | Tepco |
| 28. März | 6.600 | 74 | 33.000 | 816 | Tepco |
| 30. März | 15.000 | 167 | 57.000 | 1.525 | Tepco |
| 31. März | 12.000 | 130 | 45.000 | 1.100 | Tepco |
| 1. April | 37.000 | 410 | 120.000 | 3.000 | Tepco |
| 2. April | 21.000 | 230 | 53.000 | 1.300 | Tepco |
| 3. April | 5.000 | 56 | 12.000 | 300 | Tepco |
| 4. April | 2.300 | 26 | 5.300 | 130 | Tepco |
| 5. April, 9:15                                                                                                   | 13.000 | 140 | 24.000 | 600 | Tepco |
| 5. April, 14:30                                                                                                  | 7.7800 | 86 | 16.000 | 400 | Tepco |
| 6. April, 8:55                                                                                                   | 14.000 | 160 | 24.000 | 600 | Tepco |
| 6. April, 09:30                                                                                                  | Das Leck an einem Kabelschacht von Block 2 wurde mit Wasserglas verschlossen.                                                                                              | Das Leck an einem Kabelschacht von Block 2 wurde mit Wasserglas verschlossen.                                                                                              | Das Leck an einem Kabelschacht von Block 2 wurde mit Wasserglas verschlossen.                                                                                              | Das Leck an einem Kabelschacht von Block 2 wurde mit Wasserglas verschlossen.                                                                                              | Das Leck an einem Kabelschacht von Block 2 wurde mit Wasserglas verschlossen.                                                                                              |
| 6. April, 14:25                                                                                                  | 24.000 | 270 | 41.000 | 1000 | Tepco |
| 7. April, 8:50                                                                                                   | 68.000 | 760 | 110.000 | 2.800 | Tepco |
| 7. April, 14:20                                                                                                  | 20.000 | 220 | 32.000 | 800 | Tepco |
| 8. April | 34.000 | 380 | 50.000 | 1.300 | Tepco |
| 9. April | 9.800 | 110 | 13.000 | 330 | Tepco |
| 14. April | Der Schlammwall vor dem Wassereinlass von Block 2 ist fertiggestellt; weitere Schlammwälle und Barrieren vor den Wassereinlässen von Block 1 bis 4 werden noch angebracht. | Der Schlammwall vor dem Wassereinlass von Block 2 ist fertiggestellt; weitere Schlammwälle und Barrieren vor den Wassereinlässen von Block 1 bis 4 werden noch angebracht. | Der Schlammwall vor dem Wassereinlass von Block 2 ist fertiggestellt; weitere Schlammwälle und Barrieren vor den Wassereinlässen von Block 1 bis 4 werden noch angebracht. | Der Schlammwall vor dem Wassereinlass von Block 2 ist fertiggestellt; weitere Schlammwälle und Barrieren vor den Wassereinlässen von Block 1 bis 4 werden noch angebracht. | Der Schlammwall vor dem Wassereinlass von Block 2 ist fertiggestellt; weitere Schlammwälle und Barrieren vor den Wassereinlässen von Block 1 bis 4 werden noch angebracht. |
| 15. April | 2.000 | 22 | 1.900 | 48 | Tepco |
| 23. April, 08:50                                                                                                 | 130 | 1,4 | 220 | 5,5 | Tepco |
| 23. April, 14:25                                                                                                 | 370 | 4,1 | 260 | 6,5 | Tepco |
| 30. April, 09:00                                                                                                 | 230 | 2,3 | 43 | 1,1 | Tepco |
| 30. April, 14:15                                                                                                 | 90 | 1,0 | 36 | 0,9 | Tepco |
| 15. Mai | 100 | 1,1 | 13 | 0,3 | Tepco |
| 29. Mai | 80 | 0,9 | 6 | 0,15 | Tepco |
| 14. Juni | 41 | 0,5 | – | – | Tepco |
| 30. Juni | 46 | 0,5 | – | – | Tepco |
| 15. Juli | 93 | 1,0 | – | – | Tepco |
| 31. Juli | – | – | – | – | Tepco |
| 31. August | – | – | – | – | Tepco |
| 30. September | 10 | 0,1 | – | – | Tepco |
| Im Oktober verringerte sich die Nachweisschwelle von bisher 4 Bq/l 131I und 9 Bq/l 137Cs auf 0,77 bzw. 1,1 Bq/l. | | | | | |
| 31. Oktober | 5,7 | 0,06 | – | – | Tepco |
| 30. November | 2,0 | 0,02 | – | – | Tepco |

#### Auf See
Vom 4. bis zum 7. April 2011 maß Tepco auch die Konzentrationen von 131I, 134Cs und 137Cs an mehreren Punkten in 15 Kilometer Abstand von der Küste. Die folgende Tabelle zeigt die Messwerte 15 Kilometer vor Fukushima Daiichi. Nicht nachweisbare Nuklide sind mit „–“ gekennzeichnet.
| Datum der Proben- entnahme | Messwerte für 137Cs    | Messwerte für 137Cs   | Messwerte für 134Cs    | Messwerte für 134Cs   | Messwerte für 131I     | Messwerte für 131I    | Quelle |
| Datum der Proben- entnahme | Konzen- tration (Bq/l) | relativ zum Grenzwert | Konzen- tration (Bq/l) | relativ zum Grenzwert | Konzen- tration (Bq/l) | relativ zum Grenzwert | Quelle |
| -------------------------- | ---------------------- | --------------------- | ---------------------- | --------------------- | ---------------------- | --------------------- | ------ |
| 4. April                   | 64                     | 0,71                  | 52                     | 0,87                  | 190                    | 4,8                   | Tepco  |
| 5. April                   | 22                     | 0,24                  | 25                     | 0,42                  | 96                     | 2,4                   | Tepco  |
| 6. April                   | 130                    | 1,4                   | 120                    | 2,0                   | 230                    | 5,8                   | Tepco  |
| 7. April                   | 32                     | 0,47                  | 32                     | 0,7                   | 99                     | 2,5                   | Tepco  |
|                            |                        |                       |                        |                       |                        |                       |        |
| 10. Mai                    | –                      |                       | –                      |                       | 7                      | 0,2                   | Tepco  |
| 23. Mai                    | 8                      | 0,1                   | 10                     | 0,2                   | –                      |                       | Tepco  |
| 2. Juni                    | –                      |                       | –                      |                       | –                      |                       | Tepco  |

Messungen des zuständigen Kultus- und Technologieministeriums MEXT an Punkten in 15 Kilometern Entfernung vom Ufer um das Kraftwerk ergaben in den nächsten zehn Tagen ähnliche Werte. Die 131I- und 137Cs-Konzentrationen schwankten zwischen ca. 10 und 200 Bq/l.
Am 13. April maß das MEXT im Meerwasser 30 Kilometer vor dem Kraftwerk eine 131I-Konzentration von 88 Bq/l, dem 2,2-fachen des gesetzlichen Grenzwertes.
Am 28. April verweigerte das japanische Landwirtschaftsministerium der Umweltschutzorganisation Greenpeace Messungen der radioaktiven Kontamination von Meer und Meerestieren innerhalb der Zwölf-Meilen-Zone vor der japanischen Küste. Außerhalb dieser Zone darf Greenpeace messen.
Tepco-Messungen vom 25. April vor der Küste der Präfektur Ibaraki ergaben geringe Spuren von 134Cs und 131I. Gemessen wurde an fünf Punkten in drei Kilometern Abstand von der Küste. Bei Wiederholungsmessungen vom 29. April bis zum 10. Juni war kein radioaktives Iod oder Caesium mehr nachweisbar.

### Meeresböden
Am 3. Mai veröffentlichte Tepco erstmals Messergebnisse von Proben des Meeresbodens, die am 29. April in drei Kilometern Entfernung zur Küste genommen worden waren. Vor Odaka, einem Ortsteil von Minamisōma, etwa 15 Kilometer nördlich des Kraftwerks, wurden 190 Bq/kg 131I, 1300 Bq/kg 134Cs und 1400 Bq/kg 137Cs nachgewiesen. Vor dem Iwasawa-Strand zwischen Naraha und Hirono, 20 Kilometer südlich des Kraftwerks, waren es 98 Bq/kg 131I und je 1200 Bq/kg 134Cs und 137Cs. Diese Werte liegen beim 100- bis 1000-fachen des Üblichen, allerdings gibt es in Japan keine gesetzlichen Grenzwerte für die Radionuklidkonzentration in Meeresböden. Bei einer Wiederholungsmessung am 2. Juni war kein 131I mehr nachweisbar. Die Caesium-Konzentrationen lagen bei 570 Bq/kg vor Odaka und 1000 Bq/kg vor Iwasawa.

### Schiffe
Verschiedene Schiffe wurden bei der Fahrt durch japanische Gewässer kontaminiert. Am 30. März verwehrten chinesische Behörden dem japanischen Containerschiff MOL Presence der Einlauf in den Hafen der chinesischen Stadt Xiamen; es musste nach Japan zurückkehren.
Deutschland und Spanien legten Strahlungsgrenzwerte für Frachtschiffe fest. Am 16. April zog auch die Europäische Union nach und beschloss, dass Schiffe zu dekontaminieren sind, wenn eine Dosisleistung über 300 Nanosievert pro Stunde (das Zehnfache der am Zaun des Geländes kerntechnischer Anlagen maximal zulässigen Dosisrate) festgestellt wurde.

## Weltweite Ausbreitung durch die Atmosphäre

Ausbreitung der kontaminierten Luft am 18. März 2011

Ausbreitungssimulation vom 19. bis zum 30. März

Die möglichen Verbreitungsmuster und zugehörigen Messungen wurden unter anderem bei dem norwegischen Forschungsinstitut sowie der amerikanischen NOAA durchgeführt. In Norwegen waren schon beim Tschernobylunglück Verbreitungsmuster mit dem sogenannten FLEXPART-Modell berechnet worden.
In Seattle im US-Bundesstaat Washington wurden die ersten bei den Reaktorunfällen freigesetzten Partikel am 17. März 2011 nachgewiesen. In Filtern des Lüftungssystems von Gebäuden der University of Washington fanden sich die radioaktiven Isotope 131I, 132I, 132Te, 133I, 134Cs und 137Cs. Berechnungen ergaben, dass die Konzentration in der Luft bei einem Bruchteil der gesetzlichen Grenzwerte lag, bei 131I zum Beispiel bei einem Hundertstel (< 32 mBq/m³). Die Verteilung der verschiedenen Radioisotope deutete darauf hin, dass es sich um Zerfallsprodukte aus dem Reaktorkern handelte, die mittels Wasserdampf in die Atmosphäre gelangt waren, zum Beispiel beim Druckablass aus dem Reaktor.
Ab dem 22. März 2011 maß die Environmental Protection Agency (EPA) zuerst auf Hawaii, später an der Pazifikküste der USA leicht erhöhte Strahlungswerte in der Luft, die sie bisher als gesundheitlich unbedenklich einstufte.
Am 23. März erreichten die ersten radioaktiven Partikel aus Fukushima – transportiert über einen transatlantischen Jetstream – Europa bei Island und Norwegen. Messungen der CTBTO, die ein weltweites Messsystem (International Monitoring System – Radionuclide Network) betreibt und damit künstliche Radionuklide von natürlicher Strahlung unterscheiden kann, bestätigten dies. Die Konzentration der radioaktiven Substanzen sei jedoch zu gering, um eine Wirkung auf Menschen zu haben. Am 29. März waren radioaktiven Partikel aus Fukushima an fast allen CTBTO-Messstationen nachweisbar.
Südkorea ließ am 7. April aus Angst vor radioaktivem Regen einige Schulen schließen. Die Behörden empfahlen auch, von Aktivitäten im Freien abzusehen.

## Gesamtfreisetzung
Nach Tepco-Angaben waren zum Unfallzeitpunkt 81 Millionen Terabecquerel (Billionen Becquerel) an 131I innerhalb der Anlage Fukushima I vorhanden. Es existieren verschiedene Schätzungen, wie viel davon und von weiteren Radionukliden freigesetzt wurde.

### Freisetzung in die Atmosphäre
Ab dem 22. März 2011 veröffentlichte die österreichische Zentralanstalt für Meteorologie und Geodynamik (ZAMG) Abschätzungen der Gesamtfreisetzung radioaktiver Partikel in die Atmosphäre. Die Berechnungen basierten auf Messwerten der CTBTO-Stationen und wurden für den Zeitraum vom 12. bis zum 19. März 2011 durchgeführt.
Am 12. April veröffentlichte die NISA erste „offizielle“ Abschätzungen.
Folgende Tabelle gibt die verschiedenen Schätzungen in Terabecquerel (TBq) und im Vergleich zur Katastrophe von Tschernobyl wieder. Die NISA gab die Zeiträume ihrer Untersuchungen nicht direkt an, aber sie sind aus den Daten einer Veröffentlichung vom 7. Mai 2011 ablesbar und wurden über die Presse vermeldet.
| Berichtsdatum      | Ort         | Zeitraum der Freisetzung | 131I (TBq) | 131I (TBq) | 137Cs (TBq) | 137Cs (TBq) | Quelle |
| Berichtsdatum      | Ort         | Zeitraum der Freisetzung | von        | bis        | von         | bis         | Quelle |
| ------------------ | ----------- | ------------------------ | ---------- | ---------- | ----------- | ----------- | ------ |
| 2002               | Tschernobyl | 25. April – Juni 1986    | 1.600.000  | 1.920.000  | 59.000      | 111.000     | NEA    |
| 22. März 2011      | Fukushima   | 12. – 15. März 2011      | 400.000    | 400.000    | 3.000       | 30.000      | ZAMG   |
| 2. April 2011      | Fukushima   | 12. – 19. März 2011      | 10.000     | 700.000    | 1.000       | 70.000      | ZAMG   |
| 12. April 2011     | Fukushima   | 11. März – 5. April      | 150.000    | 150.000    | 12.000      | 12.000      | NSC    |
| 12. April 2011     | Fukushima   | 11. – 17. März 2011      | 130.000    | 130.000    | 6.100       | 6.100       | NISA   |
| 7. Juni 2011       | Fukushima   | 11. – 17. März 2011      | 160.000    | 160.000    | 15.000      | 15.000      | NISA   |
| 24. August 2011    | Fukushima   | 11. März – 5. April      | 130.000    | 130.000    | 11.000      | 11.000      | NSC    |
| 15. September 2011 | Fukushima   | März – September         | 100.000    | 200.000    | 10.000      | 20.000      | Kantei |

Neben 131I und 137Cs wurden weitere radioaktive Isotope freigesetzt, zum Beispiel 134Cs in etwa gleicher Menge wie 137Cs (siehe Messwerttabellen weiter oben im Artikel). Die NSC und die NISA ermittelten anhand eines von der IAEO vorgeschriebenen Verfahrens aus den 131Iod- und 137Cs-Werten die Gesamtmenge („131I-Äquivalent“) aller in Fukushima freigesetzten radioaktiven Stoffe und kamen dabei auf folgende Schätzungen:
| Berichtsdatum   | Ort         | Zeitraum der Freisetzung | Menge (TBq) | Quelle    |
| --------------- | ----------- | ------------------------ | ----------- | --------- |
| 12. April 2011  | Tschernobyl | 25. April – Juni 1986    | 5.200.000   | NISA      |
| 12. April 2011  | Fukushima   | 11. März – 5. April 2011 | 630.000     | NSC       |
| 12. April 2011  | Fukushima   | 11. – 17. März 2011      | 370.000     | NISA      |
| April 2011      | Fukushima   | 4. April 2011            | 154         | NSC       |
| 25. April 2011  | Fukushima   | 24. April 2011           | 24          | NSC       |
| 6./7. Juni 2011 | Fukushima   | 11. – 17. März 2011      | 770.000     | NISA      |
| 7. Juni 2011    | Fukushima   | 11. – 17. März 2011      | 840.000     | NISA      |
| 17. August 2011 | Fukushima   | 3. – 16. August 2011     | 0,07        | Regierung |
| 23. August 2011 | Fukushima   | 12. März – 5. April 2011 | 630.000     | NISA      |

Die Schätzungen zu Fukushima berücksichtigen nur die Freisetzungen aus den Reaktoren 1 bis 3, nicht aber durch mutmaßliche Brände in den Abklingbecken.

### Freisetzung ins Meer
Nach einer Schätzung von Tepco gelangten in der Zeit vom 1. bis zum 6. April 2011 ungefähr 520 Tonnen kontaminierten Wassers mit einer Radioaktivität von 4.700 Terabecquerel (TBq) ins Meer. Hinzu kamen 0,15 TBq aus der Verklappung von 10.400 Tonnen leichter kontaminierten Wassers vom 4. bis zum 10. April.
Ende August 2011 schätzte die japanische Regierung, dass eine Strahlungsmenge von 950 TBq 137Cs ins Meer gelangt sei. Wissenschaftler gingen zu diesem Zeitpunkt von 3.500 TBq direktem und 7.500 TBq indirektem (über die Luft) Eintrag aus. 10.000 TBq entsprächen ca. drei Prozent des Eintrags in den Pazifik aus den oberirdischen Atomwaffenversuchen der 1950er und -60er Jahre. Zusätzlich finde weiterer Eintrag über Flüsse und Regen statt, bis dahin 8.500 TBq.
Folgende Tabelle gibt einen Überblick über verschiedene Schätzungen:
| Berichtsdatum     | Zeitraum der Freisetzung | Eintrag ins Meer (TBq) | Eintrag ins Meer (TBq) | Quelle         |
| Berichtsdatum     | Zeitraum der Freisetzung | direkt                 | indirekt               | Quelle         |
| ----------------- | ------------------------ | ---------------------- | ---------------------- | -------------- |
| 21. Mai 2011      | 1. – 6. April 2011       | 4.700                  |                        | Tepco          |
| Ende August 2011  | März – August 2011       | 3.500                  | 16.000                 | JMA            |
| 8. September 2011 | März – April 2011        | 15.000                 | 15.000                 | Forschergruppe |
| 29. Oktober 2011  | 21. März – 15. Juli 2011 | 27.100                 | 27.100                 | IRSN           |

Neue Modellsimulationen von Wissenschaftlern des Helmholtz-Zentrum für Ozeanforschung Kiel zeigen, wie sich die radioaktiven Substanzen im Pazifik durch die Meeresströmungen langfristig ausbreiten könnten. Unter Zuhilfenahme eines dem 137Cs im Hinblick auf Halbwertszeit und Löslichkeit in der Wassersäule sehr ähnlichen Wassermassentracers (t1/2 137Cs = 30a) und eines Ozeanströmungsmodells basierend auf NEMO (Madec 2008), das auch die rasche Verdünnung des radioaktiven Wassers im Pazifik in ozeanischen Wirbeln sog. Eddies mit einbezieht, war es möglich, eine langfristige (10a) Abschätzung der Verteilung des 137Cs im Pazifik zu simulieren. Nach zwei bis drei Jahren überspannt die Tracer-Fahne bereits den gesamten Pazifik zwischen 25°N und 55°N bis in Tiefen von mehr als 400 m. Der Hauptteil des Tracer Patches propagiert ostwärts und soll nach ca. fünf bis sechs Jahren auf die Nordamerikanische Küste treffen. Für den totalen Nettoeintrag von 137Cs in den Ozean wurden 10 PBq angenommen, die Simulation deutet auf eine rapide Verdünnung innerhalb der ersten Woche nach dem Eintrag der höchsten radioaktiven Konzentration innerhalb von zwei Jahren auf 10Bq/m³ hin. Dies wird gefolgt von einer weiteren Verdünnung über die nächsten vier bis sieben Jahre auf 1–2 Bq/m³. Der Level der Radioaktivität wäre dann immer noch etwa doppelt so hoch wie die Pre-Fukushima Werte.
Im Dezember 2014 werden immer noch kleinere Mengen Radioaktivität in den Pazifik abgegeben. Seit dem deutlichen Rückgang der durchschnittlichen Kontamination im Meer zwischen dem Unfall-Monat im März und Juli 2011 wird festgestellt, dass diese nicht mehr stark abnimmt, sondern relativ konstant bleibt. Die Fische in weiterer Entfernung vom Unfallort ferner zeigen bis 100 mal höhere Strahlenbelastungen als ursprünglich eigentlich, aufgrund der angenommenen Verdünnung mit der Distanz, erwartet wurde. Das hat auch z. B. wirtschaftliche Konsequenzen für die Fischerei.

## Dekontamination
Siehe Schutzmaßnahmen für die Bevölkerung / Dekontamination im Artikel Nuklearkatastrophe von Fukushima

## Berichterstattung in den Medien
Während der Unfallserie wurde in den Medien häufig über gemessene Strahlungswerte und Kontaminationen durch radioaktive Stoffe berichtet. Meist wurde dabei nur der jeweils höchste Messwert innerhalb eines Gebietes oder einer bestimmten Zeitspanne genannt. So lagen zum Beispiel die gemessenen 137Cs-Konzentrationen in den Böden der Präfektur Fukushima vom 19./20. März 2011 bei 1.260 bis 163.000 Becquerel pro Kilogramm, letzteres als Ausreißer im Vergleich zu anderen Messstellen; die Tagesthemen-Redaktion meldete jedoch nur, dass „im 40-Kilometer-Umkreis eine 137Cs-Belastung von 163.000 Becquerel je Kilogramm Erde gemessen wurde“. Als es im Wassereinlass von Reaktorblock 2 – noch innerhalb des Kraftwerksgeländes – zur Freisetzung von extrem hoch kontaminiertem Wasser kam, meldeten zahlreiche Medien die dort gemessenen Werte als millionenfache Grenzwertüberschreitungen im Meerwasser außerhalb des Kraftwerks, obwohl die Messwerte im Meerwasser direkt außerhalb des Kraftwerks um etwa Faktor 200 niedriger lagen.
Gelegentlich kam es auch zur Verwechslung der Einheiten Millisievert (tausendstel Sievert) und Mikrosievert (millionstel Sievert). So meldete unter anderem die Neue Zürcher Zeitung am 17. März eine gewaltige Strahlungsbelastung „rund um das Kraftwerk“ von 400 Millisievert pro Stunde (mSv/h) – einem Wert, bei dem bereits innerhalb von einer Stunde akute Strahlenkrankheit auftritt – und stellte auf Grundlage dieser Zahl Vergleiche an. Tatsächlich blieb an diesem Tag die Strahlung selbst direkt an der Kraftwerksgrenze unter 4 mSv/h; siehe dazu die Vergleichswerte und die Grafik im Abschnitt Luftmessungen auf dem Kraftwerksgelände.
Tags zuvor hatten sogar Zahlen von 1000 mSv/h die Runde gemacht, die auf einen Irrtum von Regierungssprecher Yukio Edano zurückgingen. Die tatsächlichen Messwerte am 16. März an der Kraftwerksgrenze beliefen sich auf bis zu rund 10 mSv/h; siehe auch hierzu Luftmessungen auf dem Kraftwerksgelände.
Auch bei der Überschreitung gesetzlicher Grenzwerte gab es Missverständnisse. So wurde aus einer Milchkontamination, die beim Fünffachen des japanischen Grenzwerts von 300 Becquerel pro Liter lag – also um das Vierfache des Grenzwertes zu hoch – eine fünffache Überschreitung. Dieser Fehler wurde häufig auch bei Berichten über Kontaminationen des Meerwassers gemacht.
Japans Vize-Außenminister Chiaki Takahashi kritisierte die ausländischen Medienberichte über die Unfälle in Fukushima Daiichi als übertrieben und exzessiv.

## Studien zu gesundheitlichen Schäden
Eine Studie von 2016 unter Beteiligung des Helmholtz-Zentrum München zeigt bei Föten und Neugeborenen für die Zeitspanne vom fünften Monat Schwangerschaft bis sieben Tage nach der Geburt ab dem 10. Monat nach den drei Kernschmelzen mit Radioaktivitäts-Freisetzung vom März 2011 erhöhte Sterblichkeiten in den höher kontaminierten Präfekturen näher den Unglücksreaktoren. Diese Sterblichkeits-Erhöhungen sind abnehmend mit zunehmender Distanz von den Unglücksreaktoren.
Mehrere Studien legen einen Zusammenhang von Schilddrüsenkrebs bei Kindern und Jugendlichen mit der erhöhten Strahlenbelastung nach den nuklearen Unfällen von Fukushima nahe.
Der UNSCEAR-Ausschuss der Vereinten Nationen wertete 2020 die bis dahin durchgeführten Studien aus. Laut Abschlussbericht lässt sich kein Zusammenhang zwischen der Strahlenbelastung und Erkrankungen feststellen. So sei die erhöhte Zahl an Funden von Schilddrüsenkrebs auf die intensivierte Menge an Untersuchungen zurückzuführen. Kritik an diesem UNSCEAR-Bericht äußerte unter anderem der Tokioter Professor Yutaka Hamaoka. Eine etwas anders gelagerte Kritik stammt von der Psychologin Chiara Ramponi: "Discursive tendencies and rhetorical strategies, aimed at 'invisibilizing' the link betweeen healt risk and radiation."
Eine Kohortenstudie aus dem Jahr 2024 fand keinen Zusammenhang zwischen sehr niedriger Strahlenbelastung, wobei 99,9 % der Exposition unterhalb 5 mSv lagen, und der Entstehung von Schilddrüsenkrebs. Laut den Autoren handelte es sich bei den früheren Untersuchungen größtenteils um ökologische Studien, die eine geringere Aussagekraft besitzen.